# ルナル・サーガ
『ルナル・サーガ』(Runal Saga)はグループSNEによる、ガープスを利用し、中世風ファンタジー世界を舞台としたテーブルトークRPGのサプリメント『ガープス・ルナル』(GURPS Runal)とそのリプレイを元にした友野詳による小説。
グループSNE所属の作家、友野詳によるリプレイのノベライズ小説など、多数の小説・ルールブック・リプレイ等が発売されており、また現在『ルナル・サーガ』の世界観を受け継ぐ『ユエル・サーガ』(Yuel Saga)のサプリメント(ルールブック)『ガープス・ユエル』(GURPS Yuel)やリプレイも発売されている。

## 概要
小説『ルナル・サーガ』はリアド大陸を舞台とした物語が本編全6巻・完結篇2巻・外伝2巻・短編集1巻と、鬼面都市バドッカを舞台とした『ルナル・ジェネレーション』が4巻、そしてカルシファードが舞台の物語が青嵐篇4巻、旋風録、緋炎伝4巻から構成されている。また、リプレイは第1部・第2部・第3部各2巻と、青嵐の島篇・時の狂気篇・魔獣の夢篇・天空の蹄篇および月に至る子全3巻から構成されている。
『ルナル・サーガ』の世界には七つの月（白き輪の月・万色なる彷徨いの月・銀の月・緑の月・黒き歪みの月・双子の青の月・双子の赤の月）があり、それぞれをさまざまな種族が崇めている。

### リプレイ
ルナル・サーガをテーブルトークRPGで楽しむことができる『ガープス・ルナル』はグループSNEが日本でガープスの翻訳を行うにあたって、友野詳の設定・シナリオを元にデザインされた日本向けのサプリメントであり、ガープス・ベーシックの日本語版発売に先駆けて1991年に創刊されたコンプRPG誌上でリプレイが掲載された。同紙が廃刊後はドラゴンマガジンで外伝が掲載されたこともある。『ガープス・ルナル』は1992年に角川スニーカー文庫が出版。後にルナルの様々なサプリメントを出版後、富士見書房から今までのルナルの分散していたサプリメントと『ガープス・ルナル』をひとつにまとめた『ガープス・ルナル完全版』が1999年に出版された。この後からガープス・ルナルシリーズは富士見書房から出版される。後に、ルナル・サーガの続編となる舞台である『ユエル・サーガ』のテーブルトークRPGとして、部分的にガープス第4版に対応した『ガープス・ユエル』が2005年に出版された。2006年11月には『ガープス・ユエル』のサプリメント『ガープス・ユエル サプリメント かくて世界は広がった』が出版された。
なお、デザイナーの友野によると「ルナル」や続編「ユエル」の由来は「月をあらわす言葉＋ル」とのこと（ルナ＝ラテン語やイタリア語等、ユエ＝中国語）。
コンプRPG版の第1部ではビジュアルをガイナックスが担当しており、キャラクターデザインおよびグラフィック監修を貞本義行が行っていた他、モンスターデザインを前田真宏、本編挿絵を本田雄、ガープスのルール説明をルナルの主人公であるアンディとエフィが行う企画の挿絵を松原秀典や西野司が行っていた。その後発売された各種単行本のイラストは西村博之や佐々木亮のものにさしかわっている。
また、デザイナーの友野の特徴であるパロディ要素も散見され、ファンタジー世界を舞台としながら幅広いキャラクター・アイテムが登場している。

## 背景世界
ルナル・サーガの舞台となる世界の種族や文化について解説する。この節における「現在」「～年前」などの記述は、すべて小説およびゲームの舞台として設定された双月暦（双子の月が現れた年を0年とする暦法）1090年頃を基準としている。

### 七つの月
ルナルには7つの月があり、それぞれに異なる神が住んでいる。どの月を選ぶかによって種族の肉体的な特性が決定される。月の信仰はその者の取得技能・呪文などに大きく関わり、ある意味ではその人の生涯の傾向を決定する側面を持つ（必ずしもそうだとは限らないが）。また、信仰を変えると種族も変わることがあるなど、一般的なファンタジー世界の信仰とは大きく異なる。そのため、この世界の住民とっては大きな影響力を持つ。なお、ルナルの太陽は、原初の創造神がルナルを創った後、異世界へ移動した際の門であると伝えられ、信仰の対象ではない（一種の天国に近い概念とつながりはしているほか、気象や天候に関してはそれぞれ月の神が司ることになっている）。
双子の月
1000年前の悪魔戦争時代に登場した最も新しい月であり、最大勢力である人間を中心に信仰されている。青が秩序と束縛、赤が混沌と解放を司る。この月に属する神々については〈源初の創造神〉が太陽へ旅立った際に連れた〈源人〉が進化したものとする説もあるが、真偽詳細は不明のままとなっている。非常に文化的・社会的な事物に関わる教義を齎し、その結果としてルナル世界の倫理観が一般的なファンタジー社会より現代寄りになっている理由にもなっている。通常はどちらか一方の神だけを信仰するのが一般的だが、稀に両方の月の神を信仰する者もいる。ただし、「信仰するのは対になる神（ガヤンであればシャストアのみ）でなければならない」、「双方の信者レベルは同じにしなければならない」と言った制約がある。
青の月
最も新しい月。1000年前、黒の月の脅威にさらされていたルナルに赤の月と共に現れた「双子の月」の一方。秩序と束縛を司る4柱の主神とその協力神（かつては従属神と呼ばれており、主神のいずれかに付き、よりマイナーな事物を司る神々）が住まう。人間およびドワーフに信仰される。
“法と契約の神”ガヤン
警察や司法の関係者、あるいは為政者などに信仰される。対をなす神はシャストア。その信者には、法を犯した者を捕縛するための格闘術、また対人投網やソードブレイカーなどが伝授され、捕縛者の象徴として蜘蛛が掲げられる。副次的に公正や法秩序の概念から光の属性も備える。
“記憶と信念の女神”サリカ
教育者や介護に従事する者に信仰される。対をなす神はアルリアナ。また、規則的な変化を司るという点から、天候の安定を願う農民にも信者が多い。サリカに奉納される舞は、鉄扇を用いた武術としても応用される。
“知識と理性の神”ペローマ
学者や知識人に信仰される。対をなす神はタマット。武器戦闘には向いていないが、様々な魔術や霊薬(エリクサ)の製法が信者に伝えられている。また、（知識の）保管者などの側面から、食糧などを保存する場所に聖印を下げられることがある。
“境界と静けさの神”ジェスタ
警備や消防の関係者に信仰され、大地や鍛冶の神としても崇拝されている。対をなす神リャノ。専守防衛の観点から、武器も守りを重んじたものや、斧やハンマーなど日常の作業用品としても使えるものが好まれ、剣などの武器は避けられる傾向にある。ドワーフにとっては最高神で、人間におけるガヤンやペローマなど他の主神の役割はジェスタの協力神によって行われている。
赤の月
最も新しい月。青の月と対を成す「双子の月」の一方。混沌と開放を司る4柱の主神とその協力神が住まう。各神も青の月の各神と対になっている。人間にのみ信仰される。
“物語と伝承の神”シャストア
語り部や役者に信仰される。様々な物語を伝え、また自ら物語を作ることを勧める。対をなす神はガヤン。シャストア信者の武器としては、縁が刃になる特殊なマントや、レイピアなど見栄えのよい武器が挙げられる。架空の物事を司るためか幻覚や夢を司り、また副次的に闇も司っている。
リプレイ中に出現したときにはエフェメラ・クルツの姿をとっている。
“気まぐれと忘却の女神”アルリアナ
肉体的なものを含めた恋愛の守護神とされ、娼婦の守護神としても知られる。対をなす神はサリカ。アルリアナに奉納される踊りは意表を突いた変化が重視され、これはフェイントを利かせた武術にも応用される。シールドバトンという武器で防御をしながら蹴り技を繰り出す格闘術が使われる。
“直感と感情の神”タマット
幸運をもたらす神とも言われ、傭兵や賭博師に信仰される。対をなす神はペローマ。その一方で盗賊の守護神ともされており「裏タマット神殿」と言えば、ルナルでは盗賊ギルドを、「闇タマット」は犯罪者集団を指す。武器は槍が好まれる。カルシファードでは軍神として信仰されており、忍者に相当する「影タマット」も存在する。
“流れとざわめきの神”リャノ
楽師や料理人に信仰される。対をなす神はジェスタ。また、流れの神というところから、流水を司る水神・海神としても崇められ、船乗りにも信者が多い。造船や上下水道等社会的に重要な役割を担っている為、青の月の神殿以上の組織力を有している。信者に与えられる武器は、楽器（武器としての弓になるハープや、吹き矢仕込みのバグパイプなど）や調理器具（包丁や鍋）としても使えるものが多い。
黒の月
5番目に現れた月で、「歪みの月」とも呼ばれる邪悪の根源。エルファに密かに伝わる伝承によると、かつて更なる繁栄を求めて「第二の緑の月」を無から創造しようとした儀式で招き寄せてしまったとされる。全世界に災いと戦乱をもたらし、エルファのみならず全種族を滅亡の淵に追い詰めた。この月を崇めるゴブリンやトロールなどの種族は、戦乱の中で宗旨替えして歪んだ種族や個人達の末裔で、現在でも己の欲望に忠実な者がこの月に宗旨替えすることがある。
なお、本作における月食・日食はこの月が他の月を遮ることで起こる現象で、その際は悪魔が活発になる。
緑の月
4番目に現れた（正確に言えば、ルナルの近くに迷い込んだ小さな星の欠片を後のエルファとなる人々が祈りと儀式で月にまでのし上げた）月。さまざまな動物や植物の祖霊（トーテム）が宿っており、エルファに信仰される。かつてはルナルの主流であったが、黒の月の出現と戦いの中でその勢力を減じた。
銀の月
3番目に現れた月。創造神が太陽の彼方に去った後、荒廃したルナルに星の彼方から到来した。この月に住まう地水火風の「異貌の神々」はルナルの種族には理解不能な異質な存在（イメージ的にはクトゥルフ神話の神々）であり、銀の月に従う種族も他種族とは異質な存在へと変貌する。当時ルナル最強の存在であった<龍>との戦いで相討ちとなり、ほとんどが封印されているため、この月に従う種族と接する機会は少ない。基本的にこれらの神やその眷属は恐怖心を刺激することが多く、目にするだけでも被害を受けることも少なくない。
この月は所属する神々が上記の通り四つのグループに分かれている。これらは〈龍〉と戦う際こそ連携したが、そもそも不仲であり、同じ銀の月の中でも勢力争いを行なっている（風と水、地と火が主な対立構造である）。
万色なる彷徨いの月
創造神がこの世界を去った後、白の月から分かれて生まれた月。様々な色を湛え、どの色を崇拝するかで地上の種族が分化していったこともあり、この月を信奉する種族は多種多様な外見・文化・性格をしている。放浪するかのように軌道が安定せず、いかなる神が宿るのかも知られていない。それゆえ崇拝する種族は多いものの、いずれも少数部族に留まっている。
白き輪の月
ルナルを創った創造神が住まっていた最古の月。創造神が太陽を抜けて別の世界へ赴いた後、彷徨いの月と分離して白い輪だけが残った。今も天地創造の際に働いたエネルギー生命体〈天使〉が宿っており、ウィザードに信仰される。

### 種族
ルナル世界では人間が最も広く栄えているが、それ以外にも青の月のみを信仰するドワーフ、緑の月を信仰するエルファ、また他の月を信仰する様々な知的種族が存在しており、全てが〈原初の創造神〉が生み出した〈源人〉から派生している事から、〈源人の子ら〉と総称される事もある。信仰する月を変えると種族まで変わることがある。その性質上、異種族間での生殖も可能である。
歴史上は、その時代で最も新しい月の力が強いため、最も新しい月の種族が最も栄えており、現在は赤と青の双子の月の種族である人間が〈源人の子ら〉の主流となっている。
人間
現実世界の地球に住むホモ・サピエンスとほぼ同じ生物。現在のルナルにおける地上種族の主流を占める。かつては彷徨いの月を信仰する一種族に過ぎなかったが、赤と青の双子の月を信仰することで爆発的に勢力を伸ばした。もっとも〈源人〉に近い種族と言われ（信仰の変化による種族変化が起こりやすい）、善にも悪にも強い力を示す可能性を秘めている。
ドワーフ
ルナルのドワーフは、背が低い点は一般的なファンタジーRPGのそれと共通しているものの、黒い肌と縮れた髪が特徴的な、いわゆるネグロイド的外見を持っている。かつては人間と同じく、彷徨いの月の一種族でしかなかったが、青の月のジェスタ神を中心に信仰することで、人間に次ぐ勢力を誇るようになる。頑固で肉体の鍛錬を重んじる一方で、優れた工芸や発明を生み出す一面もある。また、青の月以前には〈龍〉を信仰する文化もあったため、現在でも多くのドワーフが〈龍〉信仰生活の名残を持つ。いまだに〈龍〉信仰そのものを行っているドワーフもごく少数だが存在し、独自の驚異的な素手戦闘技術を伝えている。女性優位の社会構成で、政治などは女性の仕事であり政治分野においては女尊男卑的な顔をのぞかせることもある。また、暗視能力と色盲の特徴があり通常のドワーフは赤緑の違いが分からないため、赤の月と緑の月に対して偏見を持つ者も見られる。
ドワーフの文化圏では、人間の青の月信者にはあまり知られていない協力神に対し独特の信仰を形成している場合がある。また、人間にも信仰されている青の月の神も、人間とは異なる解釈をされていることが多い。
“炉と金属の神”デルバイ
ペローマ信仰に似ているが、こちらは技術の「進歩」を重視する。現在のルナルでは、その信徒のみが火薬やマスケット銃といったハイテク機器を扱える。人間の発明家なども信者である場合があるが、ごくごく少数派である。
“生と死の境界の神”ファウン
サリカ信仰に似ているが、こちらは生と死の両方の対等性を説き、お互いにその領分を侵すべからずとしている。ドワーフの間では、生死の境をさまようアンデッドを討つ退治人としての技術を伝えている他、人間の中にも産婦や葬儀屋などがこれを信仰している場合もある。
エルファ
いわゆるエルフに相当する種族だが、トールキン的なエルフ像とは異なり、森の中で野性的な生活を送る。長命で人間の五倍近い寿命を持つ。緑の月に住まう祖霊を崇め、職能ごとに分化した氏族単位で生活する様はインディアンなど部族社会のイメージに近い。エルファを含めた森の生態系を「円環」と呼んで尊ぶ。各氏族ごとに対応する1種の植物と1種の動物を崇める祖霊信仰があるため、食事には人一倍気を使わなくてはいけない。
「円環」を破壊する存在として、〈悪魔〉への憎悪や〈悪魔〉に対抗しようとする姿勢は他の種族よりも強い。
氏族を裏切って〈悪魔〉に仕えることを選んだエルファはダークエルフに相当するゲルーシャと呼ばれ、善良なエルファたちからは激しく敵視されている。
氏族の多くは森の中での日常生活に関連しているため、森の外で活動するエルファは特定の氏族であることが多い。森の外でよく見られる氏族には以下のものが挙げられる。
レスティリ
薬の樹レスティリと豹を崇める、医療と葬儀の氏族。高度な治療術や、弔いの儀式に使う弓を使った戦闘に長ける。黒の月を「世界の病」と見ている。
プファイト
爆ぜる木の実を付けるプファイトの樹と狼を崇める、破壊と狩猟の氏族。社会を維持するための止むを得ない破壊を担当しており、プファイトの実を使った爆裂弾を投げる技を伝える。社会を維持するため、世界を脅かす黒の月を狩ることもある。
ジャング
毒の蔦ジャングと蛇を崇める、処罰と禁忌の氏族。氏族間の禁忌を定め、それを守らぬ者を罰する。毒の扱いや、絞殺具を使った暗殺術を得意とする。黒の月を「禁忌を犯した存在」と見ている。
カアンルーバ
幻覚キノコのカアンルーバと梟を崇める、探索と情報収集の氏族。情報を集めるだけでなく、謀略による他者の誘導も得意とする。また、幻覚キノコの幻覚によって月からの霊感を受けられる。黒の月と戦うための情報を集めることもある。
魔術師（ウィザード）
ルナルにおけるウィザードとは、人間やドワーフなどの諸種族から、古代の〈源人〉への先祖帰りによる異相と魔法への適性を現した者のことを指す。このため、ウィザードは生まれの種族から区別され、独立した一種族として扱われる。ただし、ディミヤーナ・レイニやライテロッヒ・ジェムのようにウィザードとして生まれた兄弟姉妹を身内扱いして付き合う人物も存在している。輪の月に住む〈天使〉と契約することで、広範な魔術を操ることができる。その反面、生命力は低めで、滅多に子供を生めない為、老化遅延や若返りの呪文でその弱点を補っている。また、ウィザードの多くは元の種族には見られない外見的特徴を備えていることが多い。
契約対象として〈天使〉ではなく〈悪魔〉を選び、邪悪な行為を好む者は邪術師（ソーサラー）と呼ばれる。
ミュルーン
彷徨いの月を信仰する代表的な種族で、見た目は二足歩行を行うダチョウである。翼で滑空移動できる他、翼の先端には人間と同じような5本指の手が存在し、細かい作業なども人間と同じように行える。独自の言語や文化を持つが「渡り鳥」の性質が強く、子孫を残す場合を除き、一箇所に定住しない。その性質を利用して、種族の大半が手紙や小包を届ける「郵便」業者として人間社会にうまく溶け込んでおり、もはやミュルーンの伝令ギルドといえば、ルナルの人間社会になくてはならない存在となっている。
また、種族の傾向として「関西の商人」に近く、金銭にうるさい者が非常に多い。だが人間の商人とは異なり、ミュルーンの場合は「銭」(ミュルーンはこれを「じぇに」と発音する)という「物体そのもの」への執着心が強く、どちらかというと「光物を集める」野生的な動機による部分が大きいとされる(まっとうに金銭的な価値を理解するミュルーンも存在する)。
彷徨いの月の種族は呪文技術が存在しないが、月から「超能力」的なパワーを授かることがあり、これが「魔法」の代用品になっている。
他の彷徨いの月の種族
ミュルーン以外にも、人間の上半身と獣の下半身を持つ獣人ギャビット、小さな体と昆虫の羽根を持つ妖精フェリアなど、多数の少数部族が存在し、一部はプレイヤーキャラクターとして使用できる。
翼人
銀の月の種族であり、風の元素と深く結びついている。多くの銀の月の種族は、人間社会から隔絶された場所に住み、人間には理解しがたい思考・価値観をもつため交流がないが、翼人は比較的人間と相通じる価値観をもつため例外的に人間社会に入り込んでいる種族である。見た目は猫の顔を持ち、コウモリの翼を持つヒューマノイドであり、全身が短い毛で覆われている。住居は高地や山の頂上である。困難に立ち向かう勇気と復讐の概念を重視しており、非常に誇り高い。
人間社会における彼らは、翼を持つ空挺専門の傭兵として重宝されており、ルナルの航空戦力と言えば、ミュルーンに次いで翼人が主力となっている。また、風に関わる呪文を習得でき、独自の元素獣召喚術を用いて高い戦闘力を得ることができる。
カルシファードには亜種の「ケラーグ」がいる。こちらは人間の背中に鳥の翼が生えたような姿。
他の銀の月の種族
異貌の神々に仕える奉仕種族。翼人の他に、以下の代表的な種族が存在する。キャラクター作成ルールはあるが、プレイヤーキャラクターとして使うには社会的な問題が多すぎるため、通常は使えない種族となっている。
爬虫人
火の元素と結びついた種族で、いわゆる一般的なファンタジー世界におけるリザードマンに相当する。爬虫人は、それぞれ所属する部族ごとに個別の炎の小神がおり、自分の部族の小神だけを奉る神権政治で統治されている。同じ部族の者には高いモラルを示すが、部族が異なると同じ爬虫人でも敵に近い認識があり、それぞれの部族が武力を用いた露骨な覇権争いを行っている。他の種族に対してもおおむね狭量であり、そのため人間ほど広大に勢力を伸ばせないでいる。雌(正確には中性体）が社会を支配しており、雄（種馬の側面を持つ奴隷的存在）は知能が低い。
〈多足のもの〉
土の元素と結びついた種族で、ルナルの地中深くの洞窟に生息する。見た目はヤドカリそのもので、発声器官が退化してしまったため、脚で地面を踏み鳴らす音で会話する。神の力によって、機械テクノロジーがいびつな発展をした種族であり、近代的な銃器やコンピュータ、果ては人工知能などを開発・運用する力を持つ（劇中では巨大ロボを作るなどの高度な技術を幾度か発揮している）。しかし種族的に怠惰であり、それらを共有して社会全体を豊かにしようという発想がないため、作った発明品は1代限りの使い切りである。そして、それら超技術による他種族への侵略行為などを行う意思もないようである。雌雄同体であり必要に迫られて性別を変える。
〈姿なきグルグドゥ〉
水の元素と結びついた種族で、ルナルの海底に生息する。見た目はいわゆるスライムであり、体内に光り輝く珠を宿している（生来のものではなくアクセサリーである）。文化的には水と光に関する魔法的なテクノロジーが発展しており、海の底に美しく光り輝く都市を建設しているという。気質的には、プライドは高いものの平和愛好であり、知的生物を殺すことを極端に嫌う。一部特殊な訓練を施された闘士だけが、社会的に殺す許可を得ているという。一方、野生化した劣等種が地上の沼地に住んでいるが、これらはいわゆる蛮族であり、本来の種と正反対で残忍であり、人間社会からもモンスターと変わらぬ扱いを受けている。
黒の月の種族
黒の月がルナルに現れた際、黒の月を崇めることを選んで元の種族から歪んだものたちが、ゴブリン、オーク、ゲルーシャ、オーガー、トロールなどとして現存している。特にトロールは、既存のファンタジー作品に登場するものとは異なり、外見的には人間に近く、美しい姿と強大な力を持つ邪悪のエリートとして設定されている。基本的に悪事に抵抗がなく欲望に忠実。
オーク
豚の頭を持った種族。ドワーフが歪みで変化した種族。体格はよく、戦士としての適正は高いのだが、精神的には卑屈で自堕落。徹底した奴隷根性を持っており、他人に指示されることに慣れきっている。黒の月の種族では最も個体数が多いため、雑兵として動員される。
ゴブリン
小鬼の種族。今は亡き彷徨いの月の小人族が変化したと言われている。体格はやや貧弱だが知能が高く、多くが呪文を習得している。習得呪文の数で地位を決める徹底した弱肉強食社会を形成しており、ソーサラーになるほどの優秀な個体が発生することもある。通常のファンタジー作品のものと比較して魔術師的側面が強い。
ホブゴブリン
2足歩行の猛獣の外見を持つ種族。人間が歪んだ姿。好色、酒乱、残忍性などあらゆる負の欲望が過剰である反面、肉体的には非常に優れており、優秀な戦士である。種族的に雄の個体しかおらず、繁殖は他種族の雌に頼るしかない。
オーガー
大型動物の頭部を持つ巨人族。元になった種族は不明。極度の悪食性で知られており、食人などの危険な習性がある。巨人ゆえに怪力だが、敏捷性や知性が低く、危険な破壊衝動（バーサーク）を持つ。気質そのものは享楽的であり、普段は独自の歌や踊りなどを楽しむ生活を送っている。
ゲルーシャ
エルファが歪んだ種族で、瞳が真っ黒な以外は外見的に異なる部分がない。気質はエルファと正反対で、万物を破壊することに熱狂している。元となったエルファと同じく優秀な魔法戦士である。また、独自の氏族が存在し、黒の月から<闇の賜りもの>と呼ばれる特殊な能力を授かることがある。
トロール
複数の種族を掛け合わせて作られた種族であり、黒の月の種族の頂点に立つ存在。外見的には大柄で美しい人間にそっくりだが、内面は邪悪そのもの。戦闘力は単独で〈汚れの悪魔〉クラスに匹敵するほど強大。目先の即物的な破壊よりも、陰謀によって大きな災厄を引き起こし、世界の滅亡を目論んでいる。

### 国々
ルナルの世界には、リアド、ジャナストラ、マーディールの三つの大陸が存在する。「ルナル・サーガ」で扱われるのは、そのうち最も東に位置し「曙の大陸」と称されるリアド大陸の諸国である。ルナルの続編にあたる「ユエル・サーガ」ではジャナストラ大陸が舞台になる。
グラダス五王国
リアド大陸の南東部、グラダス半島に存在する五つの王国。小説ルナル・サーガ、リプレイ第1部～第3部など多数の作品の舞台となっている。ヨーロッパ的な雰囲気の強い土地柄が多い。
トリース森王国（トリース森林共和国）
グラダス西部の国。エルファの大居住区であるサイスの森があること、またそれゆえに自然森を人間が利用できず、人間用に植林された人工森も多いことから森王国と呼ばれる。官僚制度が発達しているが、形骸化した制度による政治腐敗が激しい。後にアンディ・クルツの主導の下、共和国へと政体を変更する。
ファイニア低地王国
グラダス北西部の国。地盤沈下の進む湿地帯が国土の大半を占める。農業や鉱業が期待できないところから、強い軍事力を背景にした傭兵派遣業や、機械工業による加工貿易などに力を入れている。
ソイル選王国
グラダス北東部の国。豊かな農地の広がる農業国。かつては小王国が連合して成立した帝国であり、現在も国を代表する6家の貴族「選王家」の当主のうちから、貴族や騎士たちの投票によって国王を選出する制度がある。
オータネス湖王国
グラダス東部の国。国土の大半を占めるオータン湖の中央には、岩壁で囲まれた湖の中に無数の悪魔がひしめく「魔性湖」があり、この監視がこの国の重大事である。その一方で退廃的な芸術や学問振興でも知られる。
スティニア高地王国
グラダス南部の国。高山地帯に点在する城塞都市が結びついて国を成している。国民の気風は閉鎖的で、謎めいた陰謀の噂も多い。王家からは数世代に一人、卓越した頭脳とカリスマを持つ〈黄金の姫〉が生まれるという。
トルアドネス帝国
リアド東部に勃興した新興の大国。当時存在していたザノン王国の腐敗を正す目的で勃興し、僅か20年足らずでリアド最大の版図を得るに至った。「青の月のみを崇め、赤の月信仰を認めない」という極端な秩序主義を掲げており、国内の粛正だけでなく近隣諸国を侵略する大義名分ともなっている。ただし、現在は建国帝の唐突な戦死により、侵略は中断された状態。モデルは中国（特に唐朝、元朝）。
広大な国土の統治は、帝都ディネス＝トルアを含む直轄領と、ハン＝トルア、ブラン＝トルア、ペテル＝トルア、ザノス＝トルアの「四公国」による分割統治として行われている。
ハン＝トルア
ドワーフの国で青の月信仰の中心地。地下には活動状態にある数少ない〈龍〉であるモンちゃんが住んでいる。
ブラン＝トルア
魔術師団〈第二の夜明け〉が本拠を置く魔法都市。住人の大半が魔術師団の関係者やその取引先で人口は小さい。
ペテル＝トルア
巨大な港のある港湾都市で対外貿易の中心地。元々船舶関係の赤の月信者が多かったことから、赤の月寛容派のウォルフィリー・ベイトが統治しており、派手な布教さえしなければ赤の月信仰も黙認されている。
ザノス＝トルア
旧ザノン王国の首都で四公国中最も人口が多い。戦争による被害が首都ディネス=トルアと並んで大きく、治安の悪い地域も目立つ。
赤の三国
トルアドネス帝国周辺に位置する三つの国。青の月のみを信仰する帝国との対立から「赤の三国」と呼ばれるが、必ずしも赤の月信仰が盛んなわけではない。東洋的な雰囲気の強い国で構成されている。
ルークス聖域王国
北方の山岳地帯を領地とする王国。寒冷で厳しい自然に囲まれた国だが、人間と双子の月の神々がはじめて契約を結んだ地とされており、リアドにおける双子の月信仰の総本山として認知されているため信仰心篤い人々が集う。統治者である「巫王」は、転生によって何度も蘇りこの国を治め続けているという。
カルシファード侯国
カルシファード編の舞台。内海の小島に住む民族と、旧ザノン王国から派遣された軍団が結びついて独立を宣言し、形式的にザノンの属国として統治していた。長く鎖国政策を取っていたが、ザノンの滅亡に伴って亡命してきたザノン王族が、観念上のものだった支配権を盾に取って反帝国の決起を求めている。統治権の二重性や鎖国路線の変化など、日本における幕末の様相を呈した国。
ゼクス共和国
南方の草原に住む遊牧民族の国。住民には国家意識が薄く、複数部族の共同体といった意味合いが強い。信仰は赤の月が主流であり、また彷徨いの月の種族も多く住んでいる。
その他
鬼面都市バドッカ
小説「ルナル・ジェネレーション」や『ガープス・ルナル』のサプリメント『ガープス・ルナル・アドベンチャー 鬼面都市の冒険』の舞台としての他、度々作中に登場する都市。グラダス半島の東端に位置し、海に面した岩壁に刻まれた巨大な鬼の顔に張り付くように都市が建設されている。
50年前にこの地でグラダス五王国の和平条約が締結されて以来、どの国にも属さない中立都市となっている。そのため、新参者に対してもバドッカに入る以前の経歴を問わない気風があり、様々な種族、様々な過去の持ち主が入り乱れて事件やトラブルも多い。ゲームにおける小冒険の舞台としても推奨される街。
垂直都市ピール
グラダス半島北部にある独立都市で魔術師会議が統治する。名の由来は全高10～100m程の多数の円柱が林立しており、そこが魔術師達の住まいとなっていることから。
巨大なパワーストーン(魔力のコンデンサー)や儀式の失敗時の被害低減効果のある塔等が存在しており、グラダスにおける魔法研究のメッカとなっている。
地下は邪術師や盗賊等の表の世界に出られない存在の拠点となっているが、地上にいる魔術師達とは相互不可侵協定が結ばれている。
紫の群島
大陸西部に存在する小島群。商業中心の都市国家が多数存在し、この地で鋳造されたムーナ硬貨がリアド経済の基本となっている。ゲーム的には設定が少なく、ユーザーの独自設定を受け入れることを前提とした地域。「紫」の名からも分かるように、他の地域では珍しい「赤と青の両方の月を同時に信仰する」者が多いのが特徴。

### 用語
〈源初の創造神〉
ルナル世界を構築した偉大なる神。「古の3種族」を創造し、ルナルの生態系を作り上げる。その目的は、自分と同等の力を持つ存在がいる異次元へと旅立つための、儀式の準備であったと言われている。ほどなくして次元移動のための膨大なエネルギーを手に入れた創造神は、「古の3種族」のうち、ワープ移動に耐えられるレベルの実力者たちだけを引き連れ、異次元へ去っていったと言われている。次元転移の際、残されたルナルの大地と人々に大量の転送エネルギーの余波が降り注ぎ、大災害を引き起こしたという。
〈源人〉
創造神によって創られた最初の知的種族。強い「自我」と「変化」の可能性を与えられていた。ルナルの知的種族は、みな〈源人〉がその後に選んだ月の影響で変化・分化していったものであり「源人の子ら」と総称される。「変化」の属性は現在も受け継がれており、信仰する月を変えると生きたままの状態で種族まで変わってしまう。リプレイでも、途中で種族が変わってしまった仲間が何名か存在する。
〈龍〉
〈源人〉と共に創造神によって創られた生物。強い「肉体」と「生命力」を持つ。ルナルの侵略を目論んだ銀の月の神々と戦い、相討ちとなって石化の封印がされ、宙に浮いた〈天空の龍の島〉として漂っている。もし〈龍〉（あるいは〈銀の月の神々〉）が封印されていなければ、〈黒の月〉も打ち破ることが出来たとされるほど強大。封印されていても肉体の活動は継続しており、時折「老廃物」を排出する。しかし、〈龍〉にとっては老廃物でも、地上に住む人間たちにとっては魔力を持つ貴重品であり、主にパワーストーン(呪文を使う際に必要なエネルギーのプラント)の材料として使われる。
現在、地上で一般に見られる竜族は〈龍〉よりもはるかに退化した「マイナードラゴン」と称される獣に過ぎず、〈龍〉ほどの強さは存在しない。それでも現在の地上に住む並のモンスターより、はるかに手強い存在であり、上位に位置するマイナードラゴンは人間以上の知恵と力を備え、一帯を支配するほどの力を持つ。また、これらマイナードラゴンは〈龍〉信仰を持つ者（主にドワーフ）からは唾棄すべき紛い物として狩るべき対象とされている。
なお、〈悪魔〉の頂点である〈悪魔皇帝〉の相手としては黄金の三頭龍と暗黒の混沌龍が設定されている。
〈天使〉
〈源人〉と共に創造神によって創られたエネルギー生命体。〈源人〉〈龍〉と合わせて「古の3種族」として知られているが、〈天使〉は他の2種族と異なり自我が弱く、主体性のある行動は取らず、強大な「エネルギー」を保持するものの、基本的に他者に使役されるだけの存在である(少なくとも〈天使〉が自発的にルナルの歴史に介入した例はない)。現在、白き輪の月に残った天使たちは、ウィザードによって使役されている。上位天使になると、特定の呪文系統に特化した力を持ち、ウィザードとの契約の際に、特化呪文系統の習得を強力に支援してくれる。この特化支援能力が、ウィザードが他の種族から一線を駕した「魔法使い」としての地位を確立してくれていると言える。
〈悪魔〉
黒の月に住む精神生命体。本作での主だった悪役。生命体としての形態は〈天使〉と似ているが、決定的に異なるのは邪悪な強い自我を持つことである。負の感情を持つ地上の生き物を誘惑してその肉体を奪い、怪物として地上に顕現しようと目論む。ルナルにおける絶対悪であり、黒の月以外の全ての種族は〈悪魔〉の撃退を悲願としている。この月が発生したのは、エルファたちが更なる繁栄のため、第2の緑の月を作ろうとした際、儀式が暴走して誕生したと言われている。長寿のエルファたちは、自分たちが黒の月を生み出す直接の原因を作ってしまった事実を今も記憶しており、はるかな過去の罪を清算しようと志す使命感に燃える若いエルファが、現在もときどき現れるという。他の生物をたぶらかし同化することで、世界に現れる。
作中ではあまり触れられないが〈悪魔〉には厳格な階級による支配が存在している。〈悪魔皇帝〉を筆頭に、八つの悪しき感情・願いを司る〈八元帥〉とそれが率いる師団で構成されている。〈八元帥〉は「双子の月」の神々と同格の存在とされる。基本的にプレイヤーキャラクターが相対するのは〈八元帥〉の師団の末端や下位の悪魔であるが、それらでも精鋭数名が束になってやっと勝てるかどうかという強さを誇る。
〈結社〉
正式名称は〈聖なる母の結社〉。リアド大陸の歴史を裏から操っていた。1000年前の〈悪魔〉戦争の際、双子の月に上って神々との約定を取り付けた英雄サンダミオンの故事に倣い、英雄の血統を人為的に再現することで再び月に至る救世主を産み出そうとしている。そのため、交配対象として見定めた者の人生を密かに誘導したり、倫理的に問題のある異種交配実験なども行っていた。本編開始時点で〈四姉妹〉の襲撃によって事実上壊滅しているが、組織や構成員が断片的に残っているところもある。
〈四姉妹〉
「姫」の称号を持つ四人の女性によって統括される秘密組織。〈結社〉の異種交配実験から生まれた女性たちの数人が、〈結社〉に反旗を翻して結成した。〈悪魔〉の精神支配を受けず、変身能力だけを移殖したと称する改造人間兵士〈異形〉を保有する。後に統率者たる「姫」たちが死亡したり休眠状態に陥るなどして組織は四散するが、その後も残党が組織再興や権力争いによって各地に混乱を引き起こす。

## 主要登場人物

### 主人公
アンディ・クルツ
声 - 荻原秀樹
角川版リプレイ第一部、第三部、富士見版リプレイ第一部、小説版ルナル・サーガの主人公。ガヤン神官。エフィとは二卵性双生児で「月に至る子」シリーズのメインキャラであるラズリィの兄。
一途で生真面目な堅物であり、他人も自分並みに生真面目だと錯覚する傾向もある。彼が父ラスティの殺害犯を追ってトルアドネスに渡航したところから物語が始まる。魔法と剣術の双方を使える魔法戦士であるが、初期に設計されたキャラクターという点もあり、どちらの性能も今一歩の感が強い。特に打たれ弱さがリプレイ中では目立っており、後発のノイエやハンサムと比べると戦闘不能に陥りやすい傾向を指摘されている（前衛職としては生命力が平均しかなく、「我慢強さ」も持っていない）。また、ダイス運があまりよくないこともあり、戦闘時は特にひどい目に会う場面が目立ちやすい。リプレイでは生真面目な堅物の顔はあるものの、妹のせいかそれなりに享楽的なことにも理解を示す。
〈結社〉が生み出した「月に至る子」の前世代であり、完結版終了後にメノアとの間に長女メロディアをもうける。スティニアとの戦争の終了後はトリースの革命派重鎮として活躍する。
「月に至る子」編ではメノミリアと共にサーライトに拉致され、その血とエッセンスから長男ルナリスを合成された後、サーライトの手によって急成長させられたルナリスに監禁されていた。
リプレイでは鎧の性能が上がるごとにアンディZZやVアンディなどと名乗りを変えている。
エフェメラ・クルツ
声 - 大久保瑠美
角川版リプレイ第一部 - 第三部、富士見版リプレイ第三部、小説版ルナル・サーガのメインヒロインにして、本作の顔役的存在。シャストア神官（第二部以降は高司祭）。アンディ・クルツとは二卵性双生児で「月に至る子」シリーズのメインキャラであるラズリィの姉。通称エフィ。プレイヤーは柘植めぐみ。
性格はどちらかというと母親似で、兄と比べると大雑把、強気、お調子者の傾向がある（出身地のトリースやトルアドネスでは一般的に、女性名の短縮形はア音かオ音が終音となる。終音をイ音にするのは男性名なのだが、子供の頃からお転婆で女の子扱いされなかったので「エフィ」の名が定着した）一方、それなりに繊細さや面倒見の良さも備えており基本的に善良な少女。幻覚魔法と支援魔法の名手であり、基本的には後方支援役であるが、多少は白兵戦もこなせる。同じグループSNEのヒロインであるディードリット同様かなりの美女であるが、貧乳がコンプレックス。
〈結社〉が「月に至る子」の前世代を生み出すために仕組んだクルツ夫妻の長女として誕生するが、彼女の誕生は完全な予定外であり、リアドの戦乱の大きな不確定要素となる。母方から受け継いだ不老体質やシャストア神の加護、冒険中に得た銀の月の神の影響により、人間としては驚異的な寿命を得ており、ルナル・サーガ時代から200年以上経過したユエル・サーガ時代でも200年前の肉体を保ったまま活動している。
リプレイではことさら酒好きで、赴く先で必ず地酒に手を出す。小説版によると5歳の時に父親から酒の味を教えられたとのこと。
メノミリア・ヘイル（スレム、クルツ）
声 - さいとうよしえ
角川版リプレイ第三部、小説版ルナル・サーガ完結編のヒロイン。通称メノア。サリカ高司祭。
トルアドネス帝国貴族トールメイラー・スレム（トール）とサリカ神官リアストラ・ヘイル（リアラ）の娘で、ルナル・サーガスタート時点で4歳。「結社」の指示で父親に引き取られるための旅の途中でアンディ、エフェメラと出会い親交を結ぶ。しかし〈結社〉の陰謀に巻き込まれ、彼女がザノン王国復興派に人質にされたことが原因で、母は死亡し、双子も公王殺害容疑者として追われる羽目に陥る。
父親に引き取られて一旦は退場した彼女であるが、スティニア戦争の終盤に「未来からの帰還者」として20歳まで成長した姿で再登場し、アンディ、エフィらと共に「黄金の姫」を滅ぼし、アンディと結婚する。未来の魔法《長時間遡行（タイムトラベル）》で時を遡った影響で、大人の思考力と名人レベルの支援魔法の技量に対して記憶は幼児レベルというアンバランスな頭脳を持っており、リプレイ第三部では「トロさ」として表現されている。
富士見版リプレイ第二部直後にアンディと所帯を持ち一女の母となる。
「未来からの帰還者」の彼女が参戦したことで、ルナルの世界は「滅びを免れた世界」と「滅びの世界」に分岐し、「滅びを免れた世界」には帝国に本来のメノア、トリースに過去からの帰還者である「滅びの世界」のメノアが同時存在することになってしまう。
「滅びを免れた世界」で育ったメノアは「未来からの帰還者」として「滅びの世界」から現われたサーライトとの間にジーゼを産むが、「滅びを免れた世界」のサーライトに暗殺されてしまう。
一方、「未来からの帰還者」であるトリースのメノアは「月に至る子」編ではアンディと共にサーライトに拉致され、その血とエッセンスから長男ルナリスを合成された後、サーライトの手によって急成長させられたルナリスに監禁されていた。
ムーク（エルディナス）
外伝の主人公で魔術師（ウィザード）。本名はエルディナスだが、ムークという名で素性を隠している。一時期アンディとエフェメラの実家のあるターデンに住んでおり、彼らと親交を結んでいる。
普段はスローテンポな言動だが、母の形見である仮面をつけると途端に派手好きな性格に変貌する。ただしどちらの性格でも義理堅さと不必要な殺傷は極力避ける部分は共通している。
優秀な魔術師であった父とシャストアの高司祭であった母から技能をコピーされており、魔術師の多彩な呪文とシャストア神官の武術や特殊呪文を自在に操る強力な魔法戦士。両親の仇と人体実験に使われて意識不明になった双子の妹の治療方法を探るため、怪盗「虹の影」としてグラダス中を暴れまわっていた。
ルナル・サーガ本編スタート時点前後に妹の覚醒と仇の全滅には成功しており、角川版リプレイ第三部ではファイニア王都の霊薬店店主としてアンディとエフェメラに再会している。
ヤン・クレード
ジェネレーションシリーズの主人公。アーシェリカ・クレードの弟でペテル公国公王ウォルフィリーの義弟、「月に至る子」シリーズのヒロインであるアレイシアの外叔父。
バドッカのガヤン神殿左目支部警邏部に属する入信者で、魔法は使えないが武術の腕と捜査官としての能力は有能で「四姉妹」配下からも強敵として目をつけられている。アンディとエフィの父であるラスティとは〈鋼の姫〉マリイアとの戦いで共同戦線を張っており、その縁でアンディにも協力している。神官になるまで「ソードブレイカーは持たない」との誓いを立てていたが、後に妻となる元盗賊のディミヤーナの犯罪記録を無断破棄したことで出世面では失脚してしまった。若い頃は嫉妬深い小人物な面もあったが、苦い経験を経て成長している。
「月に至る子」編では仲間のディミヤーナと結婚し、相変わらず警邏官として活動していたが、子供は授からなかった。
アーシェリカ・クレード
ジェネレーションシリーズのヒロイン。ヤン・クレードの姉で「月に至る子」シリーズのヒロインであるアレイシアの母。通称リカ。プレイヤーはエフィと同じく柘植めぐみで、エフィの父ラスティに｢エフェメラと半分ずつにすれば丁度良い｣と評されている。
サリカ神殿教導所の教師で、ノイエ・シュナイトの元師匠。惚れっぽい性格であるが、内気さとレズビアンの幼馴染ジャネッティ・シルクレーンの妨害のせいで失恋ばかりしている。情報伝達呪文と支援呪文の名手であり、戦闘時には電光の呪文による射撃を主力としている。
ジェネレーションFの終了時にトルアドネス帝国の四公王の一人ウォルフィリーとの間にアレイシアをもうけ、秘密裏に結婚する。ただし、家族を人質に取られることを警戒したウォルフィリーの方針により娘のアレイシアには親子関係を秘していた。
ノイエ・シュナイト
角川版リプレイ第二部とジェネレーションFの主人公。リャノ入信者。
バドッカの大商人オヤージュ・シュナイトの三男で、ヤンやリカを悩ます不良少年であったが、バドッカに裏行してきたソイル選王国の王族アナルダ・ハルシュタットに一目惚れし、父のつてで騎士見習いとしてハルシュタット家に仕官する。「四姉妹」と手を組んだ爬虫人に追われるエフェメラ・クルツを保護したことと、「四姉妹」配下のジョアネス王暗殺計画を阻止したことからソイルを支配しようとする「四姉妹」の謀略に巻き込まれることとなる。剣の技能の高さと重装甲を兼ね備えており、白兵能力に限ればルナル・サーガ主人公中最強であるが、反面魔法は全く使えずヤンの捜査能力のような特殊技能も少ない。
基本的に猪突猛進で熱くなりやすい性格であり、また不良少年時代の名残で所謂警邏隊や偉そうな態度の公人を嫌っている。その一方で、アナルダの前ではなるべく騎士足らんと努めて真面目に振る舞おうとする。
リプレイ第二部ラスト及び完結編冒頭でアナルダを連れて実家に逃げ込むが、政治的な問題によりアナルダとなかなか会わせてもらえない状況が続く。アナルダがソイル女王に選出されたのちには「女王の右腕」として武官の最高位に昇ると同時に一男一女を儲けたが、最後まで正式な結婚はしなかった模様である。また、この頃になると昔に比べて若干落ち着いた様子も見られる。
ハンニバル・サムソン
富士見版リプレイ第二部の主人公格。通称ハンサム。「月に至る子」ジーゼの養父。自称「ストッキング男爵家」の末裔。
金髪碧眼で容姿的には同じガヤン神官であるアンディと共通面があるが、性格的には正反対で女好きの自信家。結婚詐欺の罪状で犯罪都市エザレーグに流罪になったところを、特殊任務で潜入したアーデリア達と出会い、彼女達に協力する条件で脱出する。その後も10年近くアーデリアと喧嘩と和解を繰り返しながら旅を続けていたが、トルアドネスのとある遺跡で事故を起こし、10年後の世界に脱出することになる。呪文は使えないがパワーと命中精度、そしてタフネスを兼ね備えた有能な戦士であり、豪快な全力攻撃主体の戦法を得意とする。また、かなりの美男子であり、女性を懐柔するのも得意である。非常に冷徹な面もあり、殺人行為に対してもそれほどの気後れなく行うことが出来る。
実はティーグ一族の傍系（上記の「ストッキング男爵家（この名前自体は通称であり正式名称は別にあるが）の末裔」という自称をGMが正式採用した結果）であり、サーライトの親類である。そのため、養子であるジーゼとも血縁関係にあり性格的には酷似している。
アーデリア・ラプナ
富士見版リプレイ第一、二部のヒロイン格。「月に至る子」ジーゼの養母。ファイニアの密偵ドライトとは兄妹。リャノ神官。通称は「アーデァ」。
ファイニアの人間のらしく激しい気性の持ち主であり、惚れた男（アンディ）には熱愛、養子（ジーゼ）は目に入れても痛くないほどの溺愛と愛情の方も激しい。ファイニア王家の元諜報員で任務中にアンディ・クルツと出会ったことから、兄ドライト共々アンディの仲間として貢献する。アンディに惚れていたものの、後から登場したメノアに敗れる形で失恋。その後、バドッカ戦以降の相棒ケルナーと共に潜入したエザレーグでハンニバルと出会い、事実婚状態のまま10年近く旅を続けることになる。アンディ同様白兵能力、魔法能力、捜査能力全てにある程度の能力を有するが、どれにも決定打を欠く器用貧乏タイプ。
トルアドネスのとある遺跡で事故を起こし、10年後の世界に脱出することになる。
ヒビト・リョウヤ
カルシファード青嵐記及び緋炎伝の主人公。カルシファード唯一の交易港マツトキ市近郊に住む小豪族の次弟。タマット入信者。
<弾華者>と呼ばれるいわゆる無頼の徒で、豪快なお調子者であるが、肝心な処で運の悪さを発揮するため、実力の割に周囲からの評価は低い。それほどの美形というわけではないが、闊達な性格とカリスマから女性からは人気がある。
仲間であるサリカ神官キクノを修業先に護衛する旅の途中で、ザノス女王ウェンディエンと出会い、カルシファードを二分する騒乱に巻き込まれる。
カルシファードの戦乱を収めた後にカルシファードの地下に眠る混沌龍とその相方である黄金三頭龍の封印を固めるため、〈世界創世の島〉に渡る。
ジーゼ
「月に至る子」編の主人公の一人。ガヤン入信者。
ハンニバルとアーデリアの養子で、二人が遺跡で時間の狭間に囚われている間はハンニバルに救われたトルアドネス辺境の村で育てられる。頑強な肉体や全力攻撃主体の豪快な戦術、女好きの性格などハンニバルによく似ている。基本的には自信過剰で直情的な人物であるが、旅の中で精神的な成長を遂げ、思慮を見せる場面も後半では増えてくる。また、序盤から一貫してふらふらした面と同時にドライでシビアな人生観が垣間見えることも少なくない。実の両親を知らないこともあるが、そのふるまいから養父ハンニバルを目標としていた時期がある。
とにかく名前を覚えない傾向にあり、惚れた女は愚か半年近く行動を共にした仲間の名前さえ（ボケの場面ではあるが）忘れることがある。
また、ジーゼレーダーなる感覚（？）で美女を探すことが可能らしい（厳密には技能でも何でもない）。
実は「未来からの帰還者」であるサーライトがこの世界本来のメノアとの間に作った息子であり、異父妹メロディア、異父弟ルナリスと共に黄金の姫が滅んだ時点で二つに分岐したルナルの並行世界双方の血を引いている。そのため、並行世界のどちらでも自在に活動が可能。
「月に至る子」として並行世界との融合を防いだ後に「滅びの世界」とそこにいる友人達を救うため、一人旅立つ。
アレイシア・アレマ（ベイト）
「月に至る子」編のヒロイン。
サリカの修道院に預けられていた貴族の娘。実はトルアドネス帝国ペテル公国公王ウォルフィリー・ベイトとジェネレーションシリーズのヒロインであるアーシェリカの長女であるが、妻子を人質に取られることを警戒したウォルフィリーによって親子関係を秘せられていた。
父の側近から「庶民的な両親に似ない」と評される女王様気質であるが、侍女であるヴェロニテを家族扱いする、サーライトの怨念を捨て身で癒すなど情に深い一面も有する。父親には尊敬はしているものの強い態度で接するが、逆に母親には弱く全く逆らえない。
移動のほとんどはヴェロニテに背負子で背負われた状態である。だがバトル・ファンの使い手でもあり接近戦こそ得意ではないが、身軽でバトル・ファンの扱いはそれなりのものである。
学院のお使いでルークスに派遣された旅の途中でジーゼやラズリィと出会い、「龍」と「月に至る子」を巡る騒動に巻き込まれる。本来〈結社〉とは無関係の存在であったが、受精直後に青と赤の月の魔力に封じられていた謎の存在に接触されたことで「月に至る子」の資格を得ている。
「月に至る子」として〈龍〉と〈異貌の神〉の争いを新天地「ユエル」を創造することで収めた後、帝国皇族として父母と共にトルアドネスに帰還した。
ラズリィ・スティシーク （ラズリィ・クルツ二世）
「月に至る子」編の主人公の一人。ラスティ・クルツとプリシラ・クルツの次男。エフィとアンディの末弟。シャストア神官。
ラスティの死の直前に受精しており、スティニア戦争中は母によって受精卵の状態で封印されていた。その後、親子関係を秘した母によって独立都市ピールで育てられていた。かなりの整った容姿の持ち主だが姉似の女顔であり、女装しても違和感が無いどころか、いつもの衣装ですら女性と勘違いされる。イラストでは顕著だが艶やかな黒髪をうなじで束ねている点も特徴。
行方不明になったプリシラを探す旅の途中でアレイシアやジーゼと出会い、行を共にすることとなる。
兄姉と比べると依存心が強く押しの弱い性格が災いして姉代わりの魔術師ネイリンに終始威圧される、ジーゼによく吹っ飛ばされる、姪のメロディアに頼りなさを呆れられる、実姉エフェメラからは「子分」呼ばわりされるなど周囲からかなり酷い扱いを受け続けている。ただし、物語の語り手としては優れており、最終決戦で1,000年前から〈結社〉を操っていたフェクティナを説得で成仏させるという殊勲を挙げている。根の優しさから気配りの出来る面がある一方、思ったことを口にしやすく天然な言動で呆れられることも多い。また、押しが弱いわりに親しくなった相手にはずけずけと物を言う傾向が強く、特にジーゼとは悪友の関係になる。
姉同様に典型的なシャストア信者であるが、器用貧乏なこともあってか知識よりな技能修得が多く、また戦闘では魔法主体の姉に比べて肉弾戦を挑む傾向が強い。特に戦闘では思いがけぬところでクリティカルヒットを出すこともあり、意外と戦績は悪くない（止めを刺さぬつもりで刺してしまい、落ち込むような事態を招くくらいには引きが強い）。
ジーゼが並行世界を救うために旅立った後は甥のルナリスを育てつつ、アレイシアのある発言を切っ掛けに〈龍〉の杖を隠す旅に出る。

### 帝国編
タッタ・スウィフトフット
声 - 小西克幸
鳥人間族ミュルーンの伝令。エフィとアンディにとっては最初の仲間であり、200年後もエフィの盟友として子孫が登場している。
お金が大好き（ミュルーン族は総じてお金に強い執着を示すが、大抵は「通貨」というより「貨幣という物体そのもの」に対するものである事が多い。だが、タッタの場合は通常の意味でのお金好きである）であるが、それ以上に義理人情に厚く、友人には無償で協力することも多い。そのため、幼女メノアにも懐かれている。一行の中では冷静な判断力を有しており、参謀格として活躍する。
当初は純粋な戦士であったが、後半では小型竜巻を巻き起こす能力に覚醒している。
元々はかなりの倹約家であったが、後に妻になるニートの借金を返したことで吹っ切れてしまい、長男が生れた後は過分の小遣いを渡す様になってしまった。
強烈な海・湖恐怖症で、長男が生まれ成人するほどの期間も旅を続けても治らないほど。
ニフトール・ノヤセ
アンディとエフィ同様にザノス残党に捕まって協力を強制させられていた中年盗賊。タマット神官。トリースに脱出する旅客船で双子と再会する。
酒好きな助兵衛中年であるが、盗賊としての技量と眠りの呪文の腕前は抜群であり、経験の深さで双子を助けることも多かった。終始エフィの気を引こうと努力している。
実はエフィ達の外伯母エルミーラの旧友であり、旅客船で出会ったのはエルミーラからの双子の護衛要請に応じてのこと。リプレイ版では銀の月の神の呪いを受けて、小説版では地底で漆黒の王子ウォルグレイに追い詰められた仲間を助けるために自分の意志で銀の月の神と契約し、〈多足のもの〉に変貌してしまう。
その後、盗賊の腕と眠りの呪文を生かして爬虫人に捕まった〈多足のもの〉達を救出したことから、彼らの尊敬を勝ち得る。角川版リプレイでは〈黄金の姫〉との最終決戦で人間に戻るが、小説版や富士見版リプレイでは人間に戻れず、ユエル・サーガ時代でも〈多足のもの〉の重鎮にしてエフィの盟友として活躍している。
リアストラ・ヘイル
サリカの神官でメノアの母。〈聖なる母の結社〉の末端構成員。通称リアラ。
元々はザノス貴族の妾腹の娘であったが、カータリオンに助命されて看護婦としての人生を与えられる。従軍看護婦として手当てしていたトールメイラー・スレム（トール）と恋に落ちるが、親友のサーナイア（サーナ）の婚約者という素性を知って身を引き、その際に身ごもったメノアを独力で育てていた。
〈聖なる母の結社〉の指令でメノアをトールに引き渡すべくキーンブルグに向かう途中で父の仇を追っていたエフィとアンディに出会い親交を結ぶ。しかし、トールが領主を務めるキーンブルグでメノアがザノン残党に人質にされてしまったことで双子共々、嫌々ながら彼らに協力する羽目になる。
実はザノン残党の後ろにいたのは彼女の旧友でトールの正妻サーナイア・スレム。〈聖なる母の結社〉に恨みを持つ黒翼鳥に「結社がサーナを消してエフィをトールの妻にする」との情報を吹き込まれ、エフィごと結社を葬り去るために仕組んだ作戦であった。リアラは崩壊するキーンブルグ城の隠し通路で旧友の説得を試みるも、〈悪魔〉に乗っ取られたサーナに殺害されてしまった。
トールメイラー・スレム
キーンブルグの領主でメノアの父。通称トール。
領主、武将としても有能である上に、誠実で子供に優しい好人物。トルアドネス建国戦争中にリアラと恋仲になるが、戦後は婚約者であったサーナイアと結婚。長男をもうけ、幸福な生活を営んでいた。
しかし、黒翼鳥にそそのかされた妻に毒を盛られて寝込んでしまう。キーンブルグ城崩壊後、タッタによってザノン残党から救出されたメノアを引き取り良好な父娘関係を築くも、毒によって奪われた体力が回復する前に死病に侵され、メノアをサーライトに託して病死した。
カータリオン・ティーグ
ザノス公国公王で建国帝ライテロッヒ･ジェムの舅。エフェメラとアンディの父ラスティの又従兄。
質実剛健で公正な君主であり、多くの部下や領民から尊敬されているが、親類のハンニバル同様女性に弱いという欠点を持っており、死んだ途端に息子達が権力闘争を始める元凶になっている。
<聖なる母の結社>を詳しく知る数少ないトルアドネス最高幹部の一人であったが、ザノス残党にメノアを人質をとられて無理やり協力させられていたアンディとエフィを助けるため、自分の剣を身分証明書代わりに渡した隙を突かれて黒翼鳥に唆された姪のサーナに暗殺されてしまった。
黒翼鳥
声 - 川原慶久
黒い鳥をトレードマークとする、両性具有の邪術師。
両性具有の魔術師として産み出され、自分を失敗作と見放した<聖なる母の結社>と実母、そしてセクハラを繰り返した師匠への憎悪から<悪魔>と契約した。
カータリオン暗殺事件を引き起こしてエフェメラとアンディを指名手配犯にし、彼等を利用して帝国における<聖なる母の結社>の本拠地に侵入することに成功するが、その作戦すら自分が捨て駒として<聖なる母の結社>にいいように使われていた一環であった事実を突きつけられ、絶望しながら警備用ゴーレムに殺害された。
レルシェ
声 - 金月真美
帝国内では迫害されるアルリアナの高司祭で旅芸人一座の歌手。カータリオン公王殺害容疑で追われていたエフィとアンディを匿う。
当時のアンディを圧倒する程の〈アルリアナ蹴打術（ダルケス）〉の名手にして、エフィ以上の呪文の使い手。
実は〈白金の姫〉ユメリアのエージェントであり、双子を〈四姉妹〉の味方に懐柔する任務を帯びて接触したものの、アンディと本気で相思相愛になってしまう。ユメリアへの恐怖とアンディへの愛情の板挟みになった結果、彼と心中を図ろうとするが、エフィとアードの妨害によって失敗、アンディのソードブレーカーで心臓を貫かれて死亡した。
アード・ハウリングウルフ（吠える狼）
サイスの森出身、プファイト氏族のエルファ。サイスの森でも有名な問題児であり、殺人事件を起こして生まれた部族を追放された後サーライトに拾われ、密偵として仕えている。はぐれエルファゆえ、元の氏族名“サイレントウルフ（静かなる狼）"の逆しまを名乗る。尚、追放された直後に重傷を負ってラナークに救われており、その件に関して彼に恩義を感じている。
密偵としての任務を隠しつつアンディとエフィに接触し協力する。エフィに惚れている部分もあり、黄金の姫が滅びた後も暫くの間、彼女と行動を共にしている。その後もある種の腐れ縁的な関係が続いていく。
リプレイではガサツさが目立つことが多く、短絡的な行動も少なくない。
サーライト・ティーグ
ザノス･トルア公王カータリオンの末子でトルアドネス建国帝の義弟(妻の弟)。親類にはハンサムやサーナイア・スレムらがいる。お忍びの際は「サーティグ」という偽名を使う。
礼儀正しい好青年を装っているが、かなりの謀略家であり四姉妹と手を組んで<聖なる母の結社>を潰し、その後にはアンディと協力して四姉妹と政敵である二人の兄を倒している。この時期にエフェメラに求婚しているが、マザコンの利己主義者という本性を見抜かれて手酷く嫌われている。
四姉妹を滅ぼした後、世界の覇権を手中に収めるべく、<滅びの世界>から来た自分と<滅びを免れた世界>のメノミリアを暗殺(尤も二人の息子であるジーゼは取り逃がしている)したり、アンディと<滅びの世界>のメノミリアを捕らえて強制的に子供を合成する等策謀の限りを尽くすが、<月に到る子>として覚醒したアレイシアに魂を浄化されてしまった。
本作全般における黒幕あるいは油断ならぬ味方であり、非常に危険な人物である。決して善性の無い人物ではないが、アンディらと比べて基本的な行動指針はトラウマやコンプレックスに由来し、前述の通り目的のためには誰でも利用し殺せる、冷酷な性根を持つ。

### 四姉妹編
“左利き（レフティ）”のドムス
エフィとアンディがトリースに逃れる旅客船で出会ったドワーフの少年。
戦士として高い適性を有しているものの、自信過剰で判断力の甘さが目立ち、作戦を失敗に追い込みかけることも多い。ステータスが戦闘面に異様に偏っており、仲間からは「戦闘マシーン」などと呼ばれることもある。また、〈龍〉の誓いを立てた身であるため、好戦的な面も強い。
当初は腕試し、後には好敵手〈青銅の姫〉フエイアの仇討を理由にアンディに同行し、戦争終結後もドライトと共にアンディの両腕として活躍している。
リプレイでは全般を通してそのキャラもだが、非常に高い火力をゲームマスターに恐れられていた。
ラナーク・ブラストウィンド（吹きつける風）
サイスの森からラジスの森への使節として派遣されたエルファで、癒しと葬送の氏族レスティリの＜導き手＞。
エルファとしては積極性の強い性格で、エルファの進歩や人間との共存への可能性を見極めようとしていた。当初のパーティーの中ではブレインのポジションを担い、基本的には冷静に物事を見て判断する役割を担っていた。
リプレイ版では〈白金の姫〉に使った魔法の矢を破られて、小説版では重傷を負った自身に使った諸刃の剣の治療法が暴走（ガープスでは自己への治癒魔法の成功率は重傷なほど下がる）して樹人（トレント）になってしまう。しかし、エフィへの友情は不変であり、幾度も彼女の助勢に出現している。
スティニア戦争終結後はラジスのエルファの重鎮としてアンディに協力している。
<白金の姫>ユメリア
<四姉妹>長女。スティニア高地王国摂政。正体はクルツ兄妹の母方の従母の意識と記憶を移植されたハーフトロール。
<聖なる母の結社>最高の魔法の使い手であったが、人間の母親とオークの父親の間に生まれた生い立ち故に差別を受けていたことに不満を持ち、｢実力のみで評価される新世界｣を作るために離反した。
スティニア王を篭絡して国を乗っ取ると同時に、威嚇用の切り札として<悪魔>騎士を受肉させた存在であるラテルアを生み出すが、自らが生み出したラテルアを制御できずに逆に自分が洗脳を受けそうになったため、自ら肉体を放棄する羽目になる。
用意していたスペアボディが自我を持って使えなくなったため、戦争中盤以降は魔法水晶や幽霊の形でアンディ達に協力している。手段は過激でこそあるが、決して悪意を以て世界を変えようとしているわけではなく、ある意味ではサーライトとは逆の「手を取り合える可能性を秘めた敵」のような立ち位置となっている。
<鉄の姫>サレイア
<四姉妹>次女。ユメリアが自らの腹心としてスティニア王の精子とゲルーシャの卵子から作り出した存在。蜘蛛に似た戦闘形態に変身が可能。
｢結社の生み出した最大の異常者｣と作中で表現されており、元々ゲルーシャの影響の強い冷酷･残虐な性格であったが、クレード姉弟達との戦いでバドッカ近海にある｢黒の月の神殿｣に接触してしまったことから、地上の全てを破壊する黒の月の代行者としての資格を得た。
小説版ではフエイアの養母であるポル・ポレンと相討ちになる形で一度は倒れるが不死者として復活、最終決戦で漸く滅ぼされた。
リプレイでは最初に出会い、最後に戦った強敵となった。行動指針は頭に訴えかける電波（妄想）であり、それを消すためにラテルアに従っていた。
<青銅の姫>フエイア
<四姉妹>三女。ユメリアが自らの腹心としてスティニア王の精子とドワーフの卵子から作り出した存在。蛇、山羊、人間の頭を持つ大蛇型の戦闘形態への変身が可能。
ドワーフの鉱山街に預けられるが、異常な成長速度に恐れをなしたドワーフの多数派に迫害を受けて、街を逃げ出した先でフェリアのポル･ポレンに出会い、彼女に育てられる。その後、黒の月の軍勢を組織し、故郷を滅ぼす。
差別の無い世界を築こうとする夢を叶える為に、<四姉妹>に参入。性格的には<四姉妹>の中では一番まともであり、自分に同情的だったドワーフを故郷を滅ぼした際に殺したことに罪悪感を抱き続けたり、単純明快なドムスを気に入って夫にしようとする等、良心の呵責や普通の女の子と変わらない一面も作中で描かれている。実力・カリスマ性が高く、部下思いの面もあるため、側近達からの人望･忠誠心は非常に厚い。
リプレイ版ではスティニア戦争開戦時に戦死、小説版ではテロン攻略作戦中に<鉄の姫>の部下である漆黒の王子ウォルグレイの裏切りで地下都市テロンの崩壊に巻き込まれ圧死した。
<黄金の姫>ラテルア・ランバート三世
<四姉妹>四女。表向きはスティニア高地王国の女王。正体はユメリアが人間の肉体に受肉させた<悪魔>騎士であり、普通の<悪魔>よりもルナルの大地に適合しているため、本来は格上である妖将レベル以上の力を揮うことが出来る。
その力を危険視したユメリアによって封印されていたが、サレイアを利用してスティニア軍に仲間割れを起こさせ、その混乱に紛れてユメリアを倒して覚醒する。覚醒直後のスティニアの戦いではグラダス最大の<龍>の肉体を乗っ取ると同時に黒の月から<悪魔>の大群を呼び寄せようとするが、アンディの手により一時的に復活した<龍>の反撃によって敗退し、<悪魔>の群れも殲滅されてしまう。
その後は<龍>によって受けたダメージを癒しつつ、サレイアをエージェントとしてグラダス半島の混乱を煽っていた。最期は各月の神殿が集うバドッカ市沖で黒の月への扉を開こうとするが、青の月への扉を開放したアンディとサーライト、そして銀の月への扉を開放したエフェメラの手によって完全に滅ぼされた。
ポル・ポレン
蛾の翅を持つクティクティ種のフェリア。その翅ゆえにフェリアの共同体から弾き出された逸れ者。フェイアの側近<五方陣>のリーダー格。
ドワーフの鉱山街を逃げ出してきた当時3歳のフェイアと出会い、母親代わりに教育を施してきた。フエイアを利用しようという打算も幾らかはあったが、本質的には母性愛が非常に強く、彼女が理想の世界を導く存在になることを楽しみにしていた。
リプレイ版ではあっさり戦死するが、小説版では出番が多く、フエイアの死後も精神生命体なって生き延びフエイアの仇であるクルツ兄妹やサレイアへの復讐の機会をうかがう。最期は<鉄の姫>サレイアと相打ちの形で滅んだ。
プリシラ・クルツ
アンディ、エフィ、ラズリィの3兄弟の母。シャストアの高司祭。エルディナス同様に赤の月の魔法と魔術師の魔法の双方を操る能力を持っており(本来は双子の月の信者は信者の資格を持っていない神や他の月の魔法の習得は厳禁されている)、アンディの援護やネイリンの指導に役立てている。
<聖なる母の結社>の最高幹部候補として生を受けたが、内心では自分達を駒扱いする<聖なる母の結社>に批判的であった。<聖なる母の結社>の選んだ<月に到る子>の祖父候補であったラスティとの見合いにも乗り気ではなかったが、結局はラスティの人柄に惚れ込み結婚する。
スティニア戦争時は次男ラズリィを受精卵として封印したままで、ラスティを暗殺した<聖なる母の結社>超保守派の追跡やエフィ、アンディの援護を行っていた。
スティニア戦争終結後はピールのアルバ議長の保護下で次男ラズリィを育てていたが、アンディの息子であるルナリスに監禁されてしまう。
エルミーラ
プリシラの父親違いの姉。赤の月の神リャノの協力神・ナーチャの高司祭。鬼面都市バドッカの暗黒街で占い屋を開いており、参謀として怖れられている。
思想は<聖なる母の結社>超保守派に反発的なプリシラに近いが、それ以上にプリシラやエフィ達の身の安全を優先しており、昔からの仲間であるニフトールとベルンクース市筆頭家老ドーネルに裏からエフィとアンディの保護を要請したり、エフィの治療代として自らの片腕を<多足のもの>に支払ったりしている。
ナーチャの最高奥義を使って本来の人格を保ちつつ吸血鬼に転生しており、その力はユメリアをも撃退したほど。生き残った<聖なる母の結社>のメンバーでは最強の実力者であるが、吸血鬼ゆえに直射日光が苦手である上に、元の善良な人格を残しているため、主食である生き血を確保する際に極力人を傷つけないように苦労しているなど弱みも多い。

### 銀色の闇編
リーシャ・リーデンスベック
ノイエの仲間でアルリアナの神官。ソイル6選王家の一つウォーランゲル家の外孫で、母・ラーシャは同じく選王家の一つフォルベルト家のサリカ最高司祭という名門出であるが、母の教育方針に反発して家出しアルリアナに入信した。ローシャという妹がいる。
性格的には考えなしの享楽的な面が目立つ、大食らい、バイセクシャルの好色家と多々問題のある性格であるが、蹴打術（ダルケス）と呪文の双方に高い適性を有している。
後にソイルのアルリアナ最高司祭の地位に就く。
一人称が「ボク」、語尾に「ね」をつける際は「ネ」になるなどセリフが特徴的。
ケルナー
6本指をもつ魔術師の男。ノイエの家庭教師でジェネレーションシリーズに登場するザドリーの友人。ソイルに仕官したノイエのお目付け役を実家から任されていた。
数多くの呪文を習得しているものの、ザドリーと比べると運用面で劣っており、作者からも「いまいち使いこなせていない」と評されている。ピールのアルバ議長からは「見どころのある青年」と高評価と優遇を受けているが、弟子にタメ口をきかれる（ノイエ）、「道具（アーデリア）」、「おまけ（メレイ、シルフィ）」、「アイテム（ハンニバル）」、「下僕（ウォッカ）」と散々な扱いを受けている。
スティニア戦争終結後はアーデリアと共に旅に出る。
苦労人気質なのだが、実はロリコンであるなどの危険な一面が後に発覚し、ただでさえ悪い扱いが余計に悪化している。
パウ・ファラ・ラルス
クティクティ種のフェリア。元々はシュナイト商会で裁縫の仕事をしていたが、ケルナーと共にノイエの仕官に同行する。
身長20cm強の小さな体ながらも強力なテレパシー能力を有しており、リプレイではウォルグレイ、カースレーゼなどの首領クラスの強敵相手に決定打を与えている実力者。好奇心旺盛なため厄介事を起こすことも多いが、リーシャよりもしっかりしている面もある。
ドグラ&マグラ
二重人格のドワーフ。表の人格｢ドグラ｣は小心なデルバイ神官、裏の人格｢マグラ｣は豪快な性格のファウン神官であり、お互いを兄弟として認識している（ドグラが弟でマグラが兄）。
｢銀色の闇｣編後半にドワーフの地下都市で療養中のアナルダの護衛役としてパーティーに参加。特に｢マグラ｣の方は高い戦闘能力と回復呪文によってパーティーの戦力強化に貢献したが、｢闇色の時｣編の第二回セッションで無謀な攻撃を仕掛けて返り討ちにあったドムスを庇って<悪魔>に殺されてしまった。
小説版では｢ドグラ｣の名と｢マグラ｣の能力･性格を持つ一人のキャラクターとして設定し直されており、戦死もしていない。
エリザ
ソイル一と名高い魔法剣製作者であるラグノールの養女。｢銀色の闇｣第一回のセッションで<鉄の姫>配下に養父を殺されたところを、ノイエ達に保護される。
正体はユメリアが倒れた後の混乱で行方不明になっていた彼女のスペアボディであるが、ラグノールやノイエ達との生活で自我が芽生えたため、スペアボディとしては役に立たなくなってしまった。
ピールのアルバ議長に師事してウィザードとして開眼。｢月に到る子｣編ではピールの若手魔術師のリーダー格として活躍している。
アナルダ・ハルシュタット
ソイル王ジョアネスの娘。母は側室であるが実はソイル帝室の数少ない生き残りである。
慈悲深く部下思いの性格であるため領民や家臣からの支持は厚く知力や意志力もあるが、体が弱く戦闘力は皆無。
変死した同母兄の件を裏行して調査中にノイエに出会う。スティニア戦争では父ジョアネスの暗殺を（結果的に）防いだことから、〈鉄の姫〉の攻勢の標的にされてしまい、最後はノイエの実家であるバドッカに脱出した。
後にソイルの女王として即位したが、長男出産時に体を壊してしまい、「月に至る子」編では数年来寝込んだ状態が続いている。
ローシャ・リーデンスベック
リーシャの妹でサリカの高司祭。姉と違って母に従順であるが、美形好きなど性格面には共通点もある。奔放な姉に呆れているところもあるが、大切には思っている。
ジェネレーションF時点ではソイルのサリカ総神殿長に就任している。
ゴーレムメーカーのアルバ
ピールのウィザード。登場当初は副議長、｢銀色の闇｣後半で議長に就任する。
好奇心旺盛で無邪気な性格であるが、技術力と指導力は優れており、エリザやネイリンのような若手の優秀な魔術師を幾人も養成している。
スティニア戦争後はプリシラ達を匿い、ラズリイを父親代わりに育てていた。

### 闇色の時編
ドライト
ファイニア低地王国の王室直属密偵。アーデリアの父親違いの兄。｢ドライト｣の名は密偵としてのコードネームであるが、本人も妹であるアーデリアも人前で言わないため本名は不明である。
タマットの高司祭であり、盗賊系の技量や回復呪文に優れる他、眠りや接着の呪文で敵を無力化する術に長けている。
｢銀色の闇｣時点でアンディと行動を共するようになっており、盗賊系技能と回復呪文を欠いたアンディ達の貴重な戦力となっていた。｢闇色の時｣編のリプレイではアンディとエフィが再開したセッションで、ドグラ&マグラが戦死したため、彼等のプレイヤーが引き継いで運用していた。
スティニア戦争終戦後もファイニア代表としてアンディによるトリース森林共和国成立を援助している。
ニート・ブライトテイル
槍の天才である美少女ミュルーン。
人の話を簡単に信じてしまう性格から、多大な借金の連帯保証人にされてしまい、借金の返済のために傭兵課業をしていたところをアンディ達と出会う。
｢闇色の時｣編終盤でタッタから告白を受けて結婚。一度は故郷のゼクスに帰るが、バドッカ沖の銀の月の扉を閉じるための情報収集に現れたエフェメラと再会、その後はエフィやアーデリアの仲間として行動を共にする。
プレイヤーが「サイコロの神様に憑かれている」と評されるほど出目がよく、キャラクターのスキル構成もあいまって、ドムスに匹敵するほどの高火力を誇る戦士として恐れられていた。後の「月に至る子」編でも、たまたま参加した一場面でさらっとクリティカルをたたき出すなど、天然の強者。
ディオドラ
プリシラとエルミーラの妹でウィザード。
重度のシスコンである上に、人間と人間出身のウィザード以外の種族を徹底的に見下しており、洗脳して捨て駒にすることは勿論、虐殺も平然と行う。そのためプリシラからは見放され、<聖なる母の結社>の中でも超保守派化している。ラスティ暗殺犯の片割れでもある。
角川版リプレイ版では最終決戦直前に逃亡するが、小説版では<鉄の姫>に頚椎を砕かれたメノアを治療するために全エネルギーを使って死亡した。
<女王石>のリリア
ディオドラと並ぶラスティ暗殺犯の片割れでプリシラ達の従姉妹。
かつてラスティに失恋した挙句、彼と結婚したプリシラに襲い掛かって返り討ちにされた過去があり、ラスティとプリシラに復讐する為に<聖なる母の結社>の保守派を装いつつ裏で<鉄の姫>と手を結ぶ。
ディオドラを唆してラスティを暗殺、エルミーラとプリシラ以外のグラダス半島における<聖なる母の結社>を壊滅に陥らせることに成功するが、最期はアンディに倒された。
アンディ、エフィ兄妹が父の仇として追っている〈青い爪の女〉とは、このリリアの事である。

### ルナル・ヒーローズ
バササ・ラピッドウィング
第1話<鳥人間、銀の砦を征く>の副主人公。
タッタの生家の隣家(ミュルーンは産卵期にのみ家を構える)で生まれた幼馴染のミュルーン。宝探しと行方不明になったペローマ神官の捜索の為に、タッタと共に銀の月の遺跡の探検に出かけるが･･･。
3年後のルナル・サーガ本編開始時にはキーンブルク市の伝令ギルドの支部長を務めており、キーンブルク城崩壊時にナーレンス河に投げ出されたエフェメラとアンディを救助している。
キュヨー・ナウスプリング
銀の月の種族の文化の研究をしているペローマ神官で、<姿なきグルグドゥ>の言葉(一種の発光信号)を理解出来る。
急に発光を開始した<姿なきグルグドゥ>の遺跡の調査に来たところを、邪術師に率いられた沼沢種グルグドゥに襲われ、捜索に来たタッタ、バササ達と共闘することになる。
ピカちゃん
海洋種の<姿なきグルグドゥ>の海底都市市長の子供。定時連絡の途絶えた沼沢種グルグドゥの異変調査に派遣されるが、彼らを支配していた邪術師に襲われ、同じく異変調査に来たキュヨー、宝探しとキュヨー捜索に来訪したタッタ、バササと共闘することになる。
遺跡の奥に封印されていた古代兵器(溶解性の泡を噴射する)を起動させて、邪術師に率いられた沼沢種グルグドゥ軍団と遺跡に住みついていた水竜を撃滅してタッタ達の危地を救うも、古代兵器の威力を目の当たりにしたタッタに海洋恐怖症のトラウマを植え付けた。
プライドはやや高いものの、意外とノリの良い一面もあり、バササに｢案外いい奴｣と評された。
セバン・ナイル
第2話<月を見つけに>の副主人公。
トリース森王国の高官の一人息子で、当時のアンディとほぼ互角に戦える剣の腕を持つが、<バガラガの呪い>という体が硬化死する難病に侵されている。
臨海学校で一緒になった当時15歳のエフェメラと親交を結び、裏で汚職を行いつつ治療困難な難病持ちにも拘らず自分にガヤン式の教育を強いる父への不満を彼女に漏らす。
アースリー・アムスン
セバンの両親の旧友のサリカ神官で、セバンと同じ病気で硬化死した彼の母を担当した看護師でもあった。
妻子の治療費の為に始めた汚職から手を引こうとするセバンの父に頼まれ、臨海学校に護衛として同道する。セバンの父を脅迫せんとする汚職役人一味の手下からセバンとエフェメラを庇って相打ちになった。
バルミア・ゲイジングアウル
第3話<幻覚の森>の副主人公でラナークの生まれた部族のカアンルーバ。同僚のカアンルーバが致命傷を負いつつも急報して来た異変の調査隊にラナークと共に参加する。
閉鎖的なエルファの社会と停滞に疑問を抱き、活性化の為の努力を主張する思想の持ち主で、多くのエルファからは異端視されていたが、同じ疑問を抱いていたラナークからは一つの考え方として肯定的な評価を受けた。
実は異変の正体は彼がかつて燃やした<悪魔樹>が最後にまき散らした種から生まれた二世で、<悪魔樹>を独断で燃やした事で停職処分と｢無断で森に火をつけた｣との悪評を受けたバルミアが腹立ち紛れで荷物に紛れ込んでいた種を植えた事で発芽してしまった。
旺盛な生命力を森とエルファ社会の活性化に利用出来ないかとの誘惑に負けてしまったバルミアは<悪魔樹>に同化されてラナークに倒されることとなった。
ドウギ
第四話<龍を守る者>の登場人物。
<黄金の姫>ラテルアが乗っ取ろうとしたグラダス最大の<天空の龍の島>に住んでいたドワーフ一族の長老で、100年前に巨大ロケットで<天空の龍の島>に到達した。
拳法の達人であり、地上に戻る為の試練に臨んだアンディとドムスに協力する。
竜
<天空の龍の島>の守護者。
1000年以上前に流星と激突して飛散した<龍>の脊椎骨の一部を使って古代ドワーフの技術者が作り上げた一種の生体ロボットで、<悪魔戦争>時代に自分を作り出したドワーフ一族の子供達を本体である<天空の龍の島>に脱出させた。

### 外伝
エルカ・トワイニングブライア（絡みつく茨）
処罰を司るジャング氏族の<導き手>（双子の月信仰の高司祭に相当する）レベルの幹部。部族から強奪された至宝の奪還と追撃作戦中に敵に生け捕られた相棒チェリの救出を目的としてムーク（エルディナス）と手を結ぶ。
素手格闘術〈ジャング処罰格闘術（ブワナス）〉と毒物を使った戦闘を得意としている。かなり好戦的な性格の持ち主である一方、面倒見の良い一面もある。
因みに子供の頃にグリフォンの羽毛溜まりで窒息したことからムーク(エルディナスが通称としている毛皮獣)が苦手である一方、エルディナスの最大の弱点である蛇に変身する呪文を使う。
ローレンス・フェルダー
ペローマの新米神官。通称は「ローリー」。
魔術師カルステナの実験材料として生け捕られていた処を、エルディナスに救われ、エルディナスとエルカに付いていくことになる。
絶世の美男子であり、囮の色仕掛け役を強制されるなど結構酷い扱いを受けている。

### ジェネレーションシリーズ
このシリーズの主要登場人物のうちヤン、アーシェリカ、ディミヤーナ、ザドリー、ドワン、ライブの6人はコンプRPGに掲載されていたサンプルキャラクターが元になっている。
ディミヤーナ・レイニ
元盗賊でクレード姉弟の幼馴染。通称ディミ。ヤンに気があるものの、一時期盗賊をしていたことがコンプレックスになっており、なかなか告白できないでいた。
現在は盗賊から足を洗ってウェイトレスとして働いているが、当時に習得した眠りの呪文等の技術や情報収集人脈によってヤンの捜査や冒険に協力する。
アーシェリカとウォルフィリーの結婚と同時期にヤンと結婚したが、子供は授からなかった。そのため、｢月に到る子｣編では養女のネイリンの嫁入り準備に夢中になっていた。
ザドリー
ディミヤーナの実兄の若き魔術師。「銀色の闇」シリーズのケルナーとは旧友。普段は古本屋の店員として働いている。
若いながらも有能な参謀であると同時に多数の呪文を高いレベルで操る腕利きの魔術師であるが、独特のユーモアセンスを有する変人でもある。クスクスという麻薬の中毒者だったが、妹を始めとした周囲の努力によって克服した。
ドワン
ドワーフの鍛冶屋で、クレード姉弟の幼馴染。特にリカとは恋愛感情を超越した特別な絆で結ばれており、彼女の守護者のような存在。寡黙だが不思議と周囲を安心させる存在感を持つ男。兄がいる。
兄の紹介によって知り合ったドワーフ女性と結婚した。
海賊｢蜘蛛の牙｣との戦いにおいて海賊達が潜水艦代わりに使っていた｢源人｣の心臓をバドッカ沖に存在する青の月の神殿にぶつけて撃沈する作戦を立案・実行した張本人であり、この時ラスティが青の月の神殿に激突したことがラスティ暗殺とエフィ、アンディの旅立ちの原因となっており、ある意味ルナル・サーガ本編の幕開け役となっている。
ライブ・ステップネイル
バドッカ在住のミュルーンの伝令。ヤンたちの仲間の1人。橙色の羽毛の持ち主で、金にがめついが人情深い典型的なミュルーン。お坊ちゃん育ちらしく、一人称は「ボク」。
ジャネッティ・シルクレーン
バドッカの評議長の外孫で自身もシルクレーン商会の最高幹部。商人としても有能である上に、アルリアナ蹴打術の名手。
アーシェリカが惚れた男を横から奪っては捨てる、ということを繰り返していたためヤンやディミヤーナからは良く思われていなかったが、実際はレズビアンであり、アーシェリカを自分の伴侶にしようと執着していたからであった。
後にウォルフィリーの器量を認め、アーシェリカの結婚とトルアドネスへの移住を援助した。
ラスティ・クルツ
エフェメラ、アンディ、ラズリイの父でガヤン高司祭。表向きはターデン市役所の役人であるが、トリース王国の秘密捜査官という裏の顔も持つ。
<聖なる母の結社>に｢月に到る子｣の祖父候補として生み出された一人であり、その事情を理解しつつもプリシラと恋愛結婚した。
＜鋼の姫＞マリイア率いる海賊｢蜘蛛の牙｣との戦いでヤン達と共闘。その時、バドッカ沖の海中に存在する青の月の神殿に激突したせいで｢月への扉の鍵｣の資格を得てしまい、その存在を危険視したディオドラ、そしてかつてラスティに失恋したリリアに暗殺されてしまった。
因みに暗殺直前に受精させた次男の名前は彼の父の名をそのまま受け継がせたものである。
ウォルフィリー・ベイト
トルアドネス四公王の一人で、皇帝の外叔父。建国戦争を勝ち抜いた歴戦の勇士でもある。
トルアドネスの最高幹部の中では守旧派であり、公国内で船員組合に祭られているリャノの神をはじめとする赤の月の神々の信仰を黙認している。裏行が趣味で「放浪公」と呼ばれており、部下からも「庶民的な人」と評されている。
「奇跡の光」を巡る騒動で初対面したアーシェリカとジェネレーションFの後に結婚し、長女アレイシアをもうける。妻子を人質に取られることを恐れて娘にも親子関係を秘していたものの家族愛は強く、娘の危機に自ら出撃すると騒ぐ、対面時には相好を崩しっぱなしにするなど溺愛そのものの対応をしている。

### 富士見版リプレイ三部作
スティニア戦争中盤の｢時の狂気｣、終戦直後の｢魔獣の夢｣、｢天空の蹄｣の三編からなるリプレイ。小説版の話を基礎としているが、アンディとアーデリアの出会いの経緯等改変された設定も存在する。
ラウラディア・コスタ・クルタ
ファイニア低地王国の密偵でアーデリアの部下。精神操作系呪文を得意とするアルリアナの高司祭。通称「ラウラ」。
派手好きな性格の美人であるが、エフェメラ同様胸の小ささを気にしている。余計な口を利いて直属上司であるアーデリアを怒らせる常習犯であるが、一人で異空間に飛び込んだドムスを率先して救援に向かう等情に厚い部分もあり美点にも弱点にもなっている。
スティニア戦争後には衣料品店を開店したが、人事能力の低さによってあっさり破産。借金返済を目的として再度アーデリアに同行する。
シルフィ･パデスタ
ファイニア低地王国の密偵でアーデリアの部下。密偵系の技能を保有するタマット高司祭。
タマット神殿の幹部の家系に生まれたが、色素欠乏の超美人であり、大の浪費家、と密偵としては目立ち過ぎる容貌と性格をしている。
スティニア戦争後はタマット神殿の事務系中堅幹部として勤務していたが、借金の連帯保証人をしていたラウラディアが破産したため、彼女に引っ張り出される形で再びアーデリアに同行する。
ウォッカ
ハンニバルと行動を共にしていたカアンルーパ氏族のエルファ。人間の女性相手に恋愛をしたことが原因で部族に帰れなくなり、スティニア戦争中もハンニバルの結婚詐欺の片棒を担いでいた。
幻覚魔法を得意とし、剣も多少は使えるが、それ以上に観察力や弁舌に優れており、交渉役としてはパーティーの要となっている。
｢魔獣の夢｣編ではパーティーが魔法重視の編成であったため、前線要員に回されては大ダメージを受けるというパターンが定着しており、ゲームマスターからも生存を危ぶまれていたが、後日談である｢月に到る子｣でもなんとか生き抜いた。
トファナ
ゼクス共和国の小部族の族長家の娘。赤の月の神アルリアナの協力神ティアフの高司祭。祖母は高名なシャストアの高司祭であり、その知識を狙ったベールトン、ラースデンのティーグ兄弟に部族ごと誘拐されたため、同じく知識を借りに来たエフェメラ達と共闘する。
クラウゼル・アイン
トルアドネス帝国の騎士でサーライトの兄ベールトンの部下。トファナの部族を襲撃した際に無差別攻撃を開始した先輩の騎士に怒って馬から叩き落したため、逆に自分が縛り上げられてしまい…と世渡りが下手なタイプで、トファナの祖母を救出するための情報源としてエフェメラ達に同行することになる。
トファナに一目惚れし、荒ぶる鬣と彼女を取り合っていたが、トファナには殆ど相手にされなかった。
荒ぶる鬣
ゼクス特産の神馬と呼ばれる種族で、トファナの愛馬。
アインやアードとの折り合いは悪く、神馬が人間出身のウィザードとエルファの末裔だと知らされた際にはアードに｢最悪｣と言われた。
ユリス
トルアドネスとの戦争で建国帝ライテロッヒ・ジェムを倒した男。暢気そうな外見に似合わず鋭い洞察力を有しており、アードの正体も簡単に看破した。
｢不運の運び手｣という、関わった人間･動物の全ての成功判定全てにペナルティーを与える特異体質であるため、普段は人を避けて生活している。
正体はかつて事故で<悪魔>と融合してその能力を乗っ取り、サンダミオンを助けた<悪魔人間>の転生であり、｢月に到る子｣編では本来の能力に覚醒して、かつての親友で同じく<悪魔人間>ある帝国宰相サンバート・デルフと激戦を繰り広げた。

### カルシファード青嵐記･緋炎伝
ナギ・カイリ
リョウヤの幼馴染。人間とエルファの特徴を併せ持つ美女であるが、男として振舞っている。
飛燕胡蝶流という剣術の名手で、居合いと連続突きを得意としている。
美男子と思われているため、女性からの人気は非常に高いが、リョウヤに近づく女性に嫉妬したり、女装が似合わないとリョウヤとキクノに指摘されて気落ちするなど本人は意外と女性としての意識が強い。
カルシファード最大の旗将(大名)スイゲン・ブシがエルファの女性との間に設けた隠し子という素性が緋炎伝後半に明かされ、スイゲン家の当主としてカルシファードの新政権樹立に尽力することになる。
キクノ
カルシファード人の母と大陸本土出身と思われる父の間に生まれたサリカ神官。
呪文の使い手としては高い資質を有しており、若くして神官の位を得ている。有能な女医であった母に憧れており、カルシファード最大の都市コウルイ市に彼女が医術の修行に向かおうとしたことから、リョウヤ達の冒険が幕を開ける。
異国人の父から目立つ赤い髪の毛を受け継いでいたことから、人見知りの強い性格であったが、最終決戦時に克服し、両軍の旗を燃やすことで戦乱の終息を宣言した。
｢月に到る子｣編で再登場した際には、病院長として混沌龍の覚醒を抑えたジーゼ達を介抱した。
カノー・エジム
カノーの街一番の豪商の三男。街一番の不良少年であったが、リョウヤに完敗してからは、｢考えるのはツカサ、決めるのはリョウヤ｣と彼の忠実な右腕となっていたが、彼に対するライバル意識も秘めていた。
大柄な体格を生かしてポールウェポンとプレートアーマーを主武装にしており、力技を得意とする。
崖崩れからウェンディエンを助けて介抱したことから、彼女から信頼されるようになり、最終的にはリョウヤから離反してウェンディエンの親衛隊長の座に着く。最終決戦では再度リョウヤに敗北し、ウェンディエンと共に姿を消した。
ツカサ・ゴーセン
リョウヤに天運の相を見出して参謀役を務めるウィザード。
ウィザードとしては珍しく、ある程度の白兵戦能力を有し、前線で戦うことも多い。
最終決戦後は新政府を構築するカイリ達の参謀としてカルシファードに残ることになる。
シラハ
銀と緑の月を合わせ崇めるケラーグ族の少年。人間社会に不慣れで行き倒れていたところをリョウヤに保護されて以来、彼の忠実な弟分となる。
風と幻の魔法を得意とし、敵を欺くことを何よりの喜びと感じる。
最終決戦後も世界創生の島に旅立つリョウヤと行を共にする。
ウェンディエン・ザノス
大陸本土最大の国家であったザノン王国の王族最後の生き残り。父が王族内部では冷遇されていた上に、幼少時に養育していた外祖父母が平民出身であったため、プライドが高く傲慢な者の目立つザノン貴族としては身分や性別に対する差別感覚は薄い。リョウヤ達からは親しみを込めて「ウエさま」と呼ばれる。
カルシファードの力でトルアドネス帝国を打倒しようとする主戦開国派のリーダーであったが、開国専守防衛派のカドウ・ヘイシュンにも話が分かる人物と評されるなど他の派閥にも高く評価する人物は多い。
最終決戦で代闘士のエジムの敗北とキクノによる戦乱終息宣言により負けを悟り、重傷を負ったエジムと共に姿を消した。
作者が設定時にカルシファード語の技能を入れ忘れた為、ザノン訛りが酷いカルシファード語しか話せない。
コヨウ・リン
影タマット（忍者集団）<虎爪衆>の頭領。<流牙衆>より前にセキ・ダンジェイに雇われていたが、後に離反。リョウヤ達と共闘関係を結ぶ。
フォルトーン・ティーグ
カータリオン・ティーグの妾腹の息子でサーライトの異母兄。サーライトと仲違いしてザノン残党と合流した、という事になっている。
『銀狼』を自称する腕利きの戦士であるが、リョウヤやウェンディエンには野良犬呼ばわりされている。

### 月に到る子
ネイリン
ピールのアルバ議長の弟子の一人。ジェネレーションシリーズの登場人物であるレファットの遺児であり、ヤンとディミがクレード家から嫁に出す準備を進めていることから、本籍は現在でもバドッカであり、クレード家の養女となっていることがうかがえる。
義理の伯父であるザドリーに預けられたアルバ議長のもとで、同じく保護されていたラズリィとは姉弟同然に教育を受けている。幼児期をスラム街で過ごしてきたため、金持ちや貴族に反感を持っており、養父の姪とは知らずに対面したアレイシアとの仲は当初は悪かった。
ジーゼに惹かれており、物語のラストでは半ば告白ともとれる発言をしている。また、彼からは「巨乳さん」とあだ名される程度には胸が大きい。
トビー
｢アンディ・クルツの息子｣を自称するミュルーンで、タッタとニートの長男。
母親譲りの槍の名手であり、アーデリアやタッタが時の狭間に閉じ込められていた10年間共に育ったジーゼを弟のように可愛がっている（おしめも取り換えていた）。
タッタから過分の小遣いを与えられて育ったため、浪費癖がある。
ヴェロニテ
アレイシアの侍女兼護衛であるドワーフメイド。ドムスの親戚筋に当たる。
どこか天然気味なふわふわした性格の持ち主だが、アレイシアのためならば何でもできる面がある。アレイシアについては目に入れても痛くないほど溺愛しており、彼女のためならば相手が何であれ立ち向かう、強い心を持つ。ドワーフとしては女性でありながら政治や家長的な分野に秀でていないため、肩身が狭い。
低身長ながら優れた龍闘技（特に拳撃術）の使い手であり、ジーゼと並び前衛の要であった。

## 作品リスト

### 小説
ルナル・サーガの小説はすべて角川スニーカー文庫および角川スニーカーG文庫(角川書店)より出版。

#### リアド大陸
- ルナル・サーガ1 赤い瀑布 ISBN 978-4-04-460804-0 / 新装版 ISBN 978-4-04-102202-3
- ルナル・サーガ2 青い聖堂 ISBN 978-4-04-460805-7 / 新装版 ISBN 978-4-04-102203-0
- ルナル・サーガ3 黒の海流 ISBN 978-4-04-460807-1 / 新装版 ISBN 978-4-04-102205-4
- ルナル・サーガ4 緑の迷路 ISBN 978-4-04-460809-5 / 新装版 ISBN 978-4-04-102207-8
- ルナル・サーガ5 銀の深淵 ISBN 978-4-04-460812-5 / 新装版 ISBN 978-4-04-103096-7
- ルナル・サーガ6 白い峻嶺 ISBN 978-4-04-460814-9 / 新装版 ISBN 978-4-04-103097-4
- ルナル・サーガ完結篇上 ISBN 978-4-04-460820-0
- ルナル・サーガ完結編下 ISBN 978-4-04-460821-7
- ルナル・サーガ外伝1 虹色の予兆 ISBN 978-4-04-460811-8
- ルナル・サーガ外伝2 影色の追跡 ISBN 978-4-04-460813-2
- ルナル・ヒーローズ 〈龍〉を守る者 ISBN 978-4-04-460818-7

#### 鬼面都市バドッカ
- ルナル・ジェネレーション1 月の夜は謎を追え！ ISBN 978-4-04-460816-3
- ルナル・ジェネレーション2 バドッカの牙を折れ！ ISBN 978-4-04-460822-4
- ルナル・ジェネレーション3 奇跡の光を探し出せ！ ISBN 978-4-04-460824-8
- ルナル・ジェネレーションF 輝く恋を掴みとれ！ ISBN 978-4-04-460830-9

#### カルシファード
- カルシファード青嵐記1 風は吹きはじめた！ ISBN 978-4-04-460825-5
- カルシファード青嵐記2 風雲の王城で ISBN 978-4-04-460826-2
- カルシファード青嵐記3 嵐をつきやぶれ！ ISBN 978-4-04-460827-9
- カルシファード青嵐記4 風は砕けるか！？ ISBN 978-4-04-460828-6
- カルシファード旋風録 ISBN 978-4-04-460829-3
- カルシファード緋炎伝1 炎、緑に燃ゆ ISBN 978-4-04-460831-6
- カルシファード緋炎伝2 黒き焔の轟き ISBN 978-4-04-460832-3
- カルシファード緋炎伝3 熱き銀の誓い ISBN 978-4-04-460833-0
- カルシファード緋炎伝4 黄金の輝きを！ ISBN 978-4-04-460834-7

### TRPG

#### サプリメント

##### ガープス・ルナル
富士見書房から出版された完訳版以外はすべて角川スニーカー文庫および角川スニーカーG文庫より出版。
- ガープス・ルナル ISBN 978-4-04-461420-1 - ルナルの基本ルールブック。文庫版の『ガープス・ベーシック』に対応。文庫本。
  - ガープス・ルナル・アドベンチャー 鬼面都市の冒険 ISBN 978-4-04-461421-8 - シナリオ集。文庫。
  - ガープス・ルナル・モンスター 7つの月の世界の怪物たち ISBN 978-4-04-461424-9 - モンスター、動物、騎乗戦闘データ、文庫
  - ガープス・ルナル・コンパニオンズ 7つの月の世界の住人たち ISBN 978-4-04-461430-0 - 文庫
  - ガープス・ルナル・アドベンチャー 月を追うものたち ISBN 978-4-04-461433-1 - シナリオ集。文庫。
- ガープス・ルナル完全版 ISBN 978-4-82-917420-3 - 大型本。大型本の『ガープス・ベーシック完訳版』に対応。ガープスルナルに今まで文庫で登場したサプリメントを追加したもの。

##### ガープス・ユエル
『ガープスユエル』は富士見書房から出版され、『ガープス・ユエル サプリメント かくて世界は広がった』は新紀元社から出版されている。
- ガープス・ユエル ISBN 978-4-82-917595-8 - ルナルの続編。大型本。ユエル・サーガの舞台。ガープス第3版(『ガープス・ベーシック完訳版』)に対応。一部のみ第4版ガープス(『ガープス・ベーシック【第4版】キャラクター』と『ガープス・ベーシック【第4版】キャンペーン』)に対応。
  - ガープス・ユエル サプリメント かくて世界は広がった ISBN 978-4-77-530478-5 - 大型本。ガープス・ユエルのサプリメント。ガープス第4版に対応。

#### リプレイ

##### ガープス・ルナル
『ルナル・サーガ・リプレイ』の第1部から第3部までは角川スニーカーG文庫（角川書店）から出版。その他のリプレイは全て富士見ドラゴンブック(富士見書房)から出版。
- ルナル・サーガ・リプレイ 第1部 四姉妹篇(上) ISBN 978-4-04-461422-5
- ルナル・サーガ・リプレイ 第1部 四姉妹篇(下) ISBN 978-4-04-461423-2
- ルナル・サーガ・リプレイ 第2部 銀色の闇篇(上) ISBN 978-4-04-461428-7
- ルナル・サーガ・リプレイ 第2部 銀色の闇篇(下) ISBN 978-4-04-461429-4
- ルナル・サーガ・リプレイ 第3部 闇色の時篇(上) ISBN 978-4-04-461435-5
- ルナル・サーガ・リプレイ 第3部 闇色の時篇(下) ISBN 978-4-04-461437-9
- ルナル・サーガ・リプレイ 時の狂気篇 ISBN 978-4-82-914357-5
- ルナル・サーガ・リプレイ 魔獣の夢篇 ISBN 978-4-82-914362-9
- ガープス・ルナル・リプレイ 青嵐の島篇(上) ISBN 978-4-82-914364-3
- ガープス・ルナル・リプレイ 青嵐の島篇(下) ISBN 978-4-82-914365-0
- ルナル・サーガ・リプレイ 天空の蹄篇 ISBN 978-4-82-914369-8
- ルナル・サーガ・リプレイ 月に至る子1 ISBN 978-4-82-914373-5
- ルナル・サーガ・リプレイ 月に至る子2 ISBN 978-4-82-914383-4
- ルナル・サーガ・リプレイ 月に至る子3 ISBN 978-4-82-914389-6

##### ガープス・ユエル
ガープス・ユエルのリプレイはすべて富士見ドラゴンブック(富士見書房)から出版。
- ユエル・サーガ・リプレイ(1) かくて宿命は刻まれた ISBN 978-4-82-914452-7
- ユエル・サーガ・リプレイ(2) かくて秘密は語られた ISBN 978-4-82-914462-6
- ユエル・サーガ・リプレイ(3) かくて未来は開かれた ISBN 978-4-82-914473-2

### その他
- ルナル・サーガ パーフェクトコレクション ISBN 978-4-04-714514-6

小説ルナル・サーガ6巻の完結を記念した資料本。コンプコレクション(角川書店)から出版。
- ルナル・サーガ外伝 虹の影 ターデン篇（上） ISBN 978-4-04-713058-6

小説ルナル・サーガ外伝「虹色の予兆」の漫画化。掲載誌月刊コミックコンプの休刊によって下巻は発売されていない。
- ルナル・サーガ　～呪われし真紅の森～

友野詳の執筆活動25周年を記念し出版された新装版の小説ルナル・サーガと時を合わせて制作されたドラマCD。とらのあな専売。
- MYSTERY&ADVENTURE BOX 03 鬼面都市捜査File ISBN 9784049150025

グループSNEが制作しKADOKAWAより発売のマーダーミステリーのシナリオシリーズ第3弾。友野詳が執筆。ルナル・サーガ関連商品とは明記されていないが、七つの月が存在する剣と魔法のファンタジー世界にある鬼面都市と呼ばれる街で発生した殺人事件を舞台としている。